# Teutoburger-Wald-Eisenbahn
Die Teutoburger-Wald-Eisenbahn (TWE) (Eigenschreibweise: Teutoburger Wald Eisenbahn und Teutoburger Wald-Eisenbahn) ist eine 1899 als Aktiengesellschaft gegründete und seit 2014 in der Rechtsform einer GmbH geführte Nichtbundeseigene Eisenbahn (NE-Bahn) mit Unternehmenssitz in Gütersloh. Auch die zwischen 1900 und 1903 von der gleichnamigen Privatbahn-Gesellschaft in Betrieb genommene eingleisige Bahnstrecke Ibbenbüren–Hövelhof, die Ibbenbüren, Tecklenburg, Lengerich (Westfalen), Lienen (Kreis Steinfurt), Bad Iburg und Bad Laer (Landkreis Osnabrück) mit Versmold, Harsewinkel, Gütersloh, Verl (Kreis Gütersloh) und Hövelhof (Kreis Paderborn) verbindet, wird als Teutoburger Wald-Eisenbahn bezeichnet. Unter dem Namen Teuto-Express findet auf der Strecke seit 1977 ein Museumsbahnverkehr mit historischen Dampflokomotiven statt.

## Unternehmen
Zwischen Fahrweg und Betrieb besteht eine unternehmerische Trennung. Die Teutoburger Wald Eisenbahn GmbH verwaltet als Eisenbahn-Infrastrukturunternehmen (EIU) den südlichen Streckenabschnitt Versmold – Gütersloh – Hövelhof und ist zum 1. November 2024 von Captrain Deutschland an RDC Deutschland verkauft worden. Damit setzte Captrain eine Fokussierung der Logistiktätigkeiten und den Rückzug aus Infrastrukturbetrieben um. Die am 19. August 2015 in der Captrain Deutschland CargoWest GmbH verschmolzene ehemalige TWE Bahnbetriebs GmbH war ein deutschlandweit tätiges Eisenbahn-Verkehrsunternehmen (EVU) von Captrain, einem Tochterunternehmen der französischen Staatsbahn SNCF.
Ein wichtiger Frachtkunde an der TWE-Strecke ist der Landmaschinenhersteller Claas in Harsewinkel, der für die Anlieferung von Vorprodukten und zum Abtransport der schweren Erntemaschinen für den Export zu den Seehäfen und nach Osteuropa auf die Schienenanbindung Harsewinkel West – Gütersloh Nord angewiesen ist. In Gütersloh werden die Anschlussgleise für die beiden Stahl-Service-Center der Firmen Friedrich Amtenbrink und Wilhelm Stockbrügger sowie in Versmold die Transgas-Niederlassung und der Kronkorkenhersteller Helmut Brüninghaus regelmäßig über die TWE-Strecke bedient. Über den Gleisanschluss zum TWE-Bahnhof Gütersloh Nord vorsorgt die Spedition Kemena seit 2011 u. a. die Bertelsmann-Großdruckerei Mohn Media Mohndruck mit Papier aus Skandinavien.

## Geschichte

### Gründung, Bau und Betriebsaufnahme durchVering & Waechter

Stamm-Aktie B der Teutoburger Wald-Eisenbahn-Gesellschaft

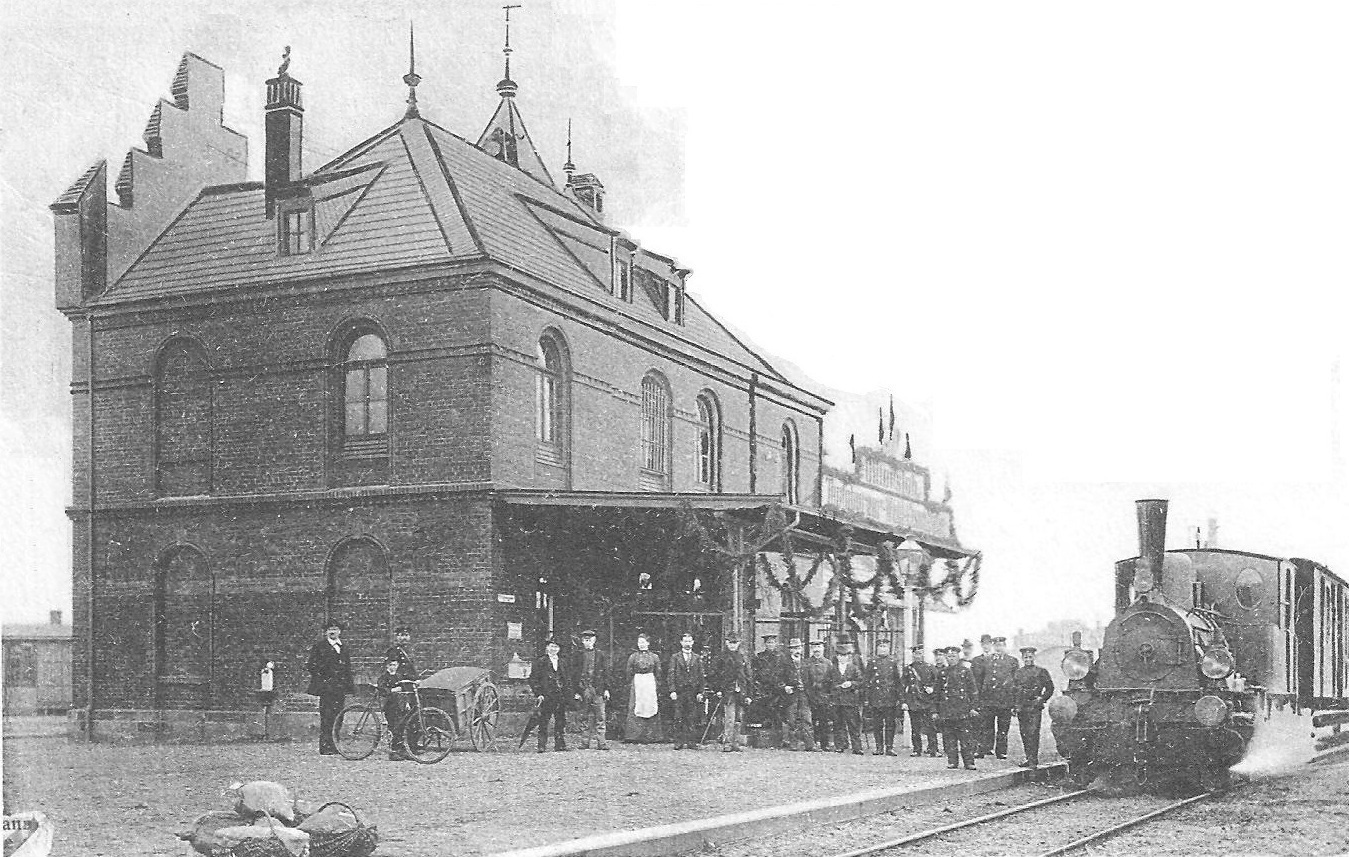
Eröffnung der Teutoburger Wald-Eisenbahn in Gütersloh
(1. November 1900)

Eröffnung der Teutoburger Wald-Eisenbahn in Ibbenbüren
(19. Juli 1901)

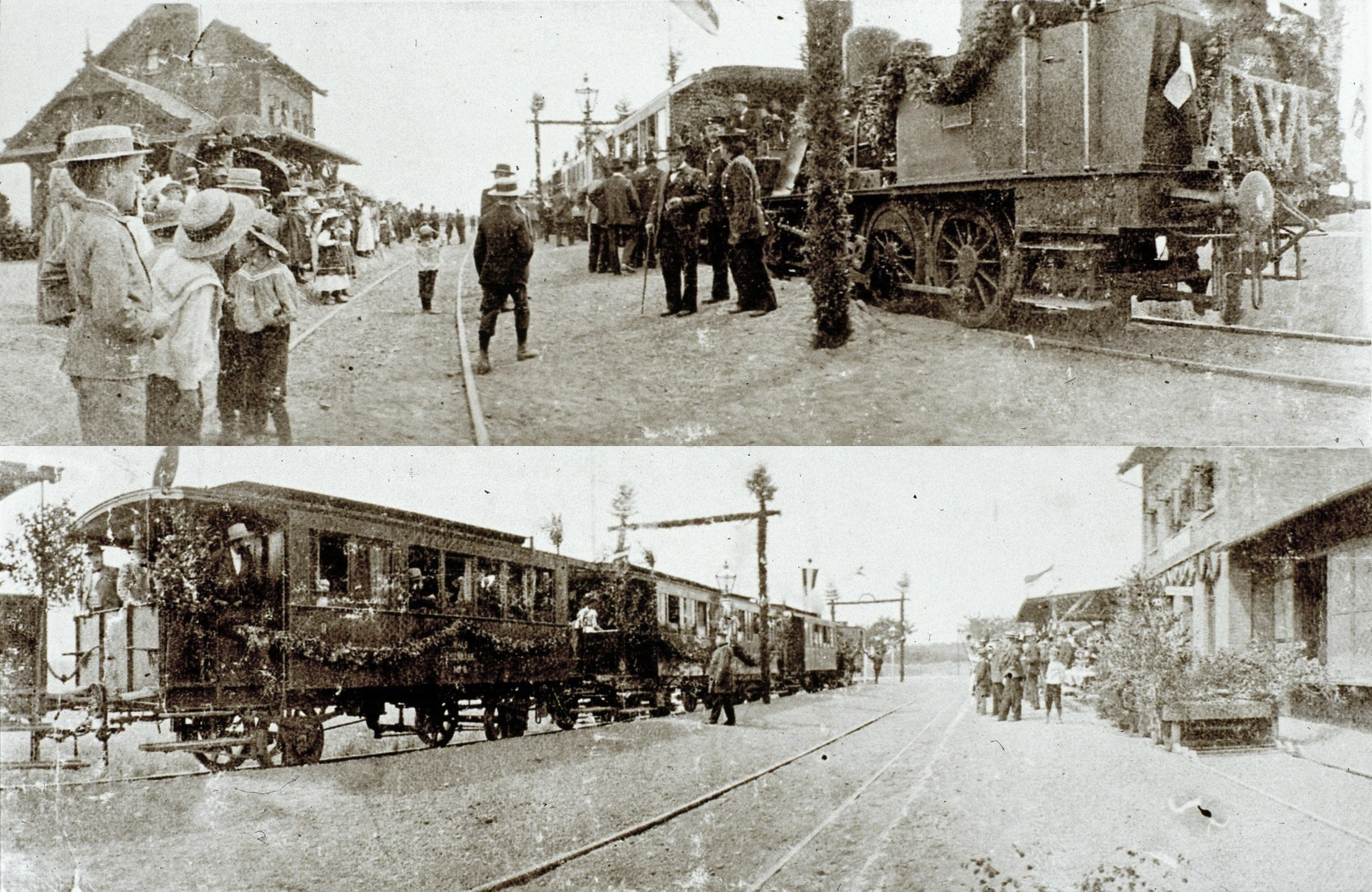
TWE-Eröffnungszug in (Bad) Iburg
(19. Juli 1901)

Mit Eröffnung der Bahnstrecken Osnabrück–Dissen-Bad Rothenfelde–Brackwede (1886) und Münster–Warendorf–Rheda (1887) endete die Erschließung der Gebiete zwischen den Hauptstrecken Münster–Osnabrück und Hamm–Bielefeld durch die Preußischen Staatseisenbahnen. Die damaligen Kreisstädte Tecklenburg und Iburg waren damit aber immer noch nicht an das Eisenbahnnetz angeschlossen. Im Jahre 1894 griff Albert Sprickerhoff von der Berliner Firma Soenderop & Co. (später Degen, Sprickerhoff & Co. in Hannover) die im Tecklenburger Land und südlichen Osnabrücker Land geführten Diskussionen um den Bau einer südlich vom Teutoburger Wald geführten Privatbahnlinie vom Dortmund-Ems-Kanal bzw. Rheine über Tecklenburg, Lengerich (Westfalen) und Iburg nach Dissen am Teutoburger Wald auf und erhielt vom Kreis Tecklenburg den Auftrag für erste Planungs- und Vermessungsarbeiten.
Zwischen 1895 und 1897 gelang es, eine von dortigen Unternehmern ausgehende Initiative zum Bau einer Eisenbahn von Versmold nach Gütersloh in das „Teutoburger Waldeisenbahn-Projekt“ einzubeziehen, nachdem konkurrierende Planungen einer Bahnstrecke von Warendorf über Sassenberg nach Versmold und Dissen verworfen worden waren. Durch den kurzfristigen Rückzug der Stadt Rheine wurde stattdessen Ibbenbüren zum nördlichen Ausgangspunkt der geplanten Eisenbahnlinie nach Gütersloh bestimmt. Als die Firma Degen, Sprickerhoff & Co. durch den plötzlichen Tod ihres Mitinhabers Louis Degen in wirtschaftliche Schwierigkeiten geriet, übernahm im November 1897 die Berliner Bahnbau- und Betriebsgesellschaft Vering & Waechter die weitere Projektführung.
Die Bahn sollte vorrangig errichtet werden, um auf kostengünstigen Weg Ibbenbürener Anthrazitkohle zum Hausbrand in die Orte entlang der Strecke zu liefern, Baustoffe aus den Steinbrüchen, Kalk- und Zementwerken im Tecklenburger Land, Ziegel aus den Tongruben bei Bad Laer und Versmold sowie Bau- und Grubenholz aus den Forstbetrieben im Einzugsgebiet des Teutoburger Waldes auf die Schiene verladen zu können. Neben der Landwirtschaft sollte auch die Fleisch- und Wurstwarenindustrie in Versmold zum Güterverkehr beitragen.
Am 19. April 1899 erteilte das preußische Ministerium der öffentlichen Arbeiten nach dem damaligen preußischen Kleinbahngesetz, das die Einrichtung von Privatbahnen des öffentlichen Verkehrs unter vereinfachten Bau- und Betriebsverhältnissen erleichterte, die Bau- und Betriebskonzession für eine normalspurige Sekundärbahn von Ibbenbüren nach Gütersloh mit einem Abzweig zum Dortmund-Ems-Kanal.
Unter Federführung von Vering & Waechter als Hauptaktionärin und mit Beteiligung der Kreise Tecklenburg, Halle (Westf.), Iburg, Warendorf, Wiedenbrück und der anliegenden Städte und Gemeinden erfolgte die Gründung der Teutoburger Wald-Eisenbahn-Gesellschaft am 17. Juni 1899 im Hotel Kaiserhof in Münster (Westfalen). Im August 1899 konnte mit den Bauarbeiten begonnen werden.
Noch vor Fertigstellung der Strecke bis Ibbenbüren beschloss die TWE-Hauptversammlung am 30. März 1901, die Teutoburger Wald-Eisenbahn von Gütersloh aus über Verl bis Hövelhof als Anschluss an die zeitgleich in Bau befindliche Sennebahn nach Paderborn zu verlängern. Vering & Waechter übernahm zunächst auch die Betriebsführung der in drei Abschnitten eröffneten Bahnstrecke Ibbenbüren–Hövelhof:
- 1. November 1900: Gütersloh – Bad Laer (32 km)
- 19. Juli 1901: Bad Laer – Ibbenbüren (36 km) und Zweigstrecke Brochterbeck – Hafen Saerbeck (7 km)
- 19. April 1903: Gütersloh – Hövelhof (25 km)

Anfangs waren die Gleise zunächst nur provisorisch in Sand und lediglich die Schienenstöße in Kies, später durchgehend in Hochofenschlacke gebettet. Wegen des Verzichts auf Schrankenwärter mahnten nur Dampfpfeife und Läutewerk der Lokomotiven die Räumung der zahlreichen Bahnübergänge an. Folglich blieb die zulässige Höchstgeschwindigkeit mit lediglich 35 km/h selbst für die damalige Zeit relativ bescheiden. Die Bedürfnisse der örtlichen Bevölkerung in den damals eher strukturschwachen Gebieten abseits der großen Verkehrsströme waren zunächst gegenüber dem Frachtverkehr noch nachrangig. So verkehrten in den Anfangsjahren hauptsächlich kleinbahntypische dreiachsige Nassdampf-Tenderlokomotiven vor gemischten Güterzügen mit Personenbeförderung (GmP). Die fünf im Jahre 1900 bei August Borsig in Berlin mit Fabrik-Nr. 4792 bis 4796 gebauten TWE-Loks Nr. 1 bis 4 und 7 vom Lenz Typ b entsprachen weitestgehend der preußischen Gattung T3, waren jedoch abweichend vom Musterblatt III-4e (1) mit einem Dampfdom ausgestattet.
Mit Eröffnung der Teutoburger Wald-Eisenbahn nahm die Deutsche Reichspost den Bahnpostbetrieb auf und setzte damit den meisten Postreitern und Postkutschen, darunter auch der bereits im Siebenjährigen Krieg (1756–1763) eingerichteten Wagenpost von Bielefeld über Lengerich, Tecklenburg und Ibbenbüren nach Lingen, ein Ende. Die vier im Jahre 1900 bei Van der Zypen & Charlier für die TWE beschafften kombinierten Gepäck- und Bahnpostwagen PwPosti 20–23 (später Nr. 51–54) hatten einen Briefschlitz, in den bei Zugaufenthalten auf den Bahnhöfen Briefe und Postkarten eingeworfen werden konnten und noch während der Fahrt von Bahnpostschaffnern vorsortiert und abgestempelt wurden. Es kamen dabei oval geformte Bahnpoststempel zum Einsatz. Diese enthielten in der Mitte Tagesdatum und Zugnummer sowie ringförmig am oberen Rand die Kursangaben „Gütersloh–Ibbenbüren“ (Verwendung 1901 bis 1937) bzw. „Gütersloh–Hövelhof“ (Verwendung 1903 bis 1933). Züge mit abgehender Bahnpost waren in den Fahrplänen und Kursbüchern entsprechend gekennzeichnet.
Schon bald beeinflusste auch der Personenverkehr die Entwicklung vieler Orte entlang der 93 km langen Strecke. So wurden erst mit Eröffnung der TWE Ausflugsziele wie die Dörenther Klippen, die Wandergebiete um Brochterbeck und Lienen oder die romantische Altstadt mit der Freilichtbühne in Tecklenburg für einen breiteren Teil der Bevölkerung erreichbar. Iburg und Laer entwickelten sich auch wegen der Schienenanbindung zu Sommerfrischen und sind heute staatlich anerkanntes Kneipp- bzw. Soleheilbad.
Vor dem Bau der TWE pflegte Versmold traditionell wirtschaftlich enge Beziehungen in Richtung Bielefeld. Harsewinkel und Marienfeld gehörten damals noch zum Kreis Warendorf im Regierungsbezirk Münster. Verl und Kaunitz waren eher nach Rietberg und Paderborn orientiert. Erst der mit der TWE einsetzende Berufs- und Schülerverkehr in das aufstrebende Gütersloh führte zu einem engeren wirtschaftlichen wie kulturellen Austausch. Diese Neuorientierung von Verkehrsbeziehungen war einer der Wegbereiter für die spätere Zusammenführung in dem gemeinsamen Kreis Gütersloh.
Zum März 1910 wechselte der Unternehmenssitz von Tecklenburg in die Stadt Gütersloh, die mit 19,4 % Kapitalanteil zugleich größter kommunaler Gesellschafter war. Mit Beginn des Ersten Weltkriegs endete bereits 1914 auf der Zweigbahn zum Hafen Saerbeck der Personenzugverkehr.

### BetriebsführungAllgemeine Deutsche Eisenbahn-Betriebsgesellschaft

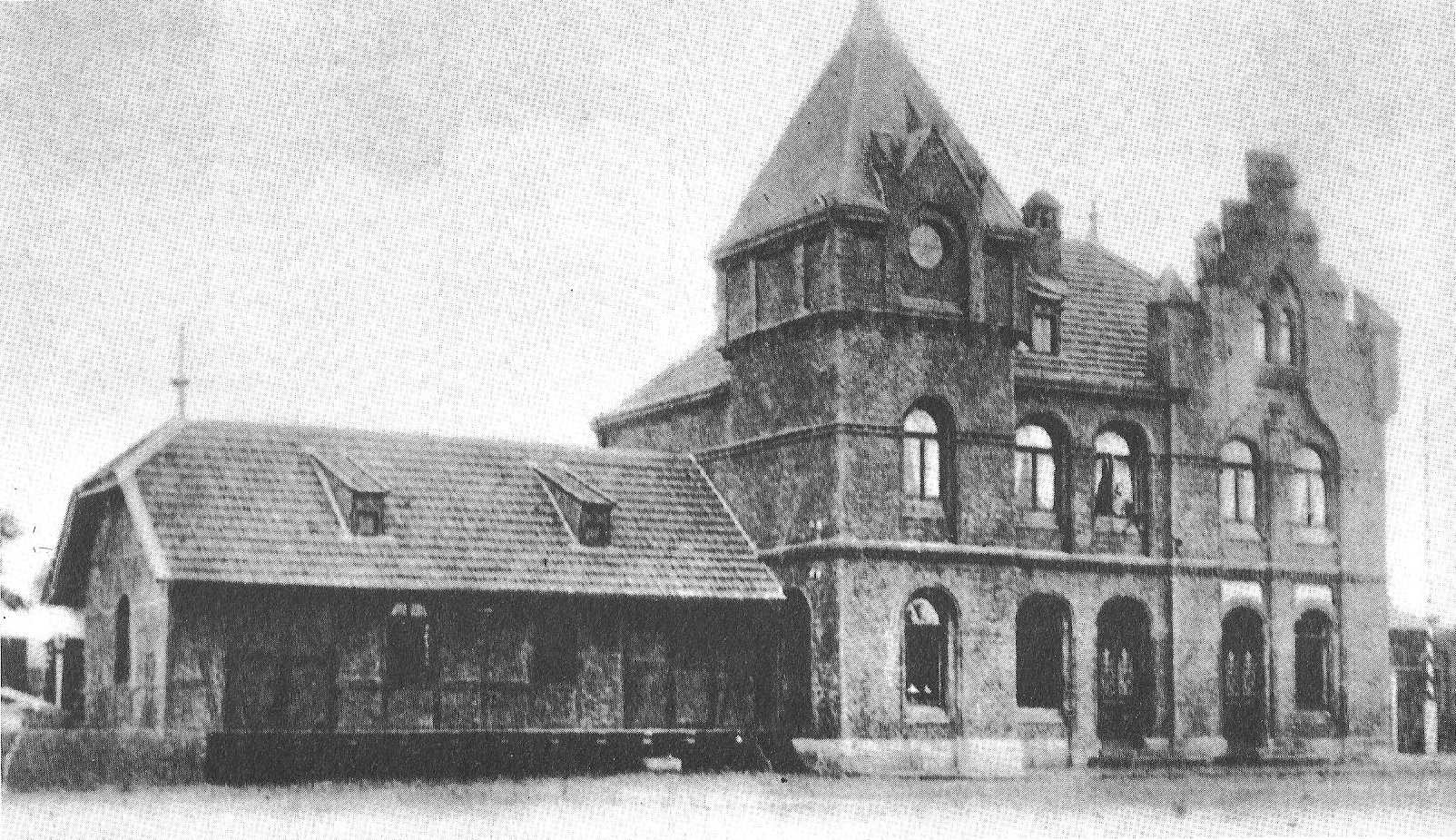
Der alte Teutoburger Waldbahnhof von Gütersloh musste 1921 dem viergleisigen Ausbau der Hauptbahn Bielefeld – Hamm weichen.

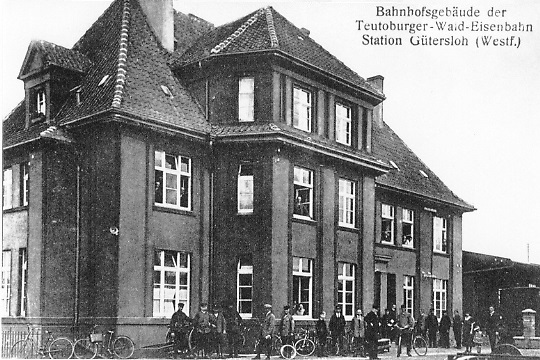
Das neue Gütersloher Verwaltungs- und Empfangsgebäude der TWE wurde auf Kosten der Reichsbahn errichtet. Der hierhin verlegte TWE-Bahnhof „Gütersloh Nord“ ging 1925 in Betrieb.

Das Unternehmen Vering & Waechter veräußerte 1916 seine TWE-Aktien an die AG für Verkehrswesen (AGV). Damit ging auch die Betriebsführung auf die AGV-Tochter, die Allgemeine Deutsche Eisenbahn-Betriebs-GmbH (ADEG) in Berlin, über.
1923 wurden die ersten Heißdampflokomotiven, 1924 die elektrische Beleuchtung eingeführt. Nach Überwindung der durch Inflation und Ruhrbesetzung verursachten allgemeinen Transportkrise trennte die TWE zur Beschleunigung des Personenzugverkehrs Ende der 1920er Jahre endgültig den Reise- von dem Güterzugbetrieb. Neubeschaffte ELNA-Lokomotiven verdrängten ab 1927 die dreiachsigen preußischen T3-Lokomotiven der ersten Betriebsjahre und machten bis 1928 die Umstellung des Fahrzeugmaterials auf die mehrlösige Knorr-Druckluftbremse notwendig.
Der viergleisige Ausbau der Bahnstrecke Hamm–Minden erforderte eine grundlegende Umgestaltung der Gütersloher Bahnanlagen, wo die Pläne vom Mai 1913 zunächst für die TWE einen eigenen Bahnsteig in einem Gemeinschaftsbahnhof vorsahen, der aber im weiteren Projektverlauf wieder verworfen wurde. Stattdessen entstand als Ersatzmaßnahme auf Staatsbahnkosten für die Privatbahn erneut ein betrieblich autonomer Kopfbahnhof. Nachdem Ende 1921 das neue Verwaltungs- und Empfangsgebäude Am Grubenhof 2 bezugsfertig war, konnte der alte Teutoburger Waldbahnhof abgerissen werden um das Baufeld für die Verbreiterung der Hauptstrecke und die Errichtung des zukünftigen Gütersloher Hauptbahnhofs frei zu machen. Die Eröffnung der in Folge ihrer Verlegung erheblich erweiterten TWE-Bahnhofsanlagen erfolgte am 18. August 1925. Das bis dahin auf einer Eisenbahnbrücke über die Staatsbahn verlaufende TWE-Streckengleis Richtung Hövelhof wurde zur Untertunnelung der Hauptstrecke neu trassiert und am 12. September 1927 in Betrieb genommen.

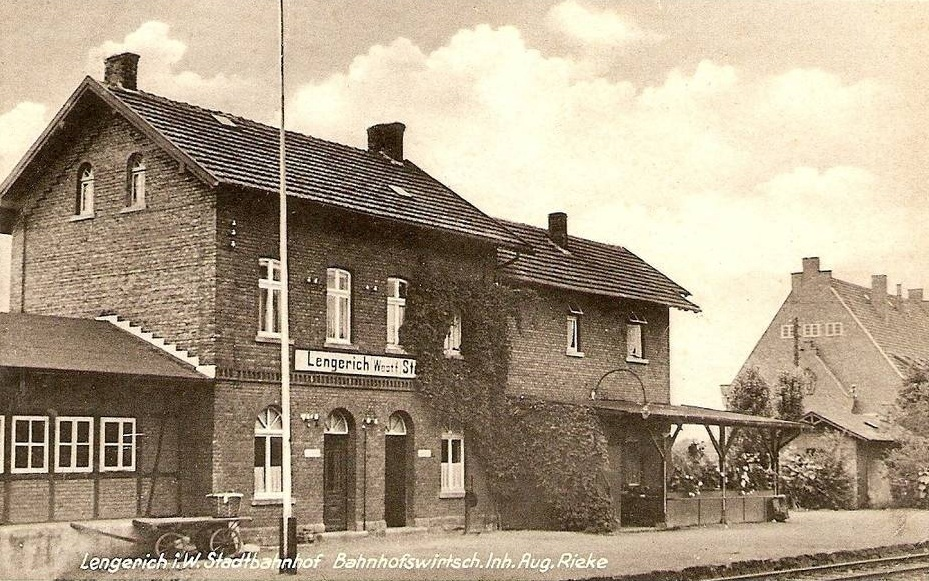
Bis zu seinen Umbauten behielt der Lengericher Stadtbahnhof das für ein Vering & Waechter-Empfangsgebäude typische Erscheinungsbild. Im Hintergrund das 1930 erbaute und 1941 zerstörte Lengericher Postamt an der Bergstr.

Brandschutzgründe machten 1926 am nördlichen Streckenbeginn die Verlegung des Bahnhofs Ibbenbüren Ost um 300 m in südöstliche Richtung notwendig. Der Iburger Bahnhof erhielt 1927 einen Anbau mit Wasserturm und 1933 Einfahrsignale. Das gestiegene Verkehrsaufkommen führte auch zu Erweiterungsumbauten an den Bahnhöfen Lengerich Stadt und Versmold. Vorrangig für den Südabschnitt Gütersloh – Hövelhof beschaffte die TWE 1935 einen zweiachsigen Dieseltriebwagen VT 31, wo die zunehmende Bedeutung des Berufsverkehrs zwischen 1936 und 1938 zur Eröffnung der Haltepunkte Gütersloh Carl-Miele-Straße, Gütersloh Sunderweg, Spexard, Verl West und Espeln-Riege führte. Eine als Anschlussbahn konzessionierte Neubaustrecke stellte die Anbindung zum zwischen 1935 und 1937 errichteten Fliegerhorst Gütersloh der Luftwaffe her. Damit einhergehend musste der Streckenabschnitt zwischen Blankenhagen und Gütersloh Nord für die von der Wehrmacht geforderten höheren Achslasten ausgebaut werden. Im Jahre 1939 endete in den TWE-Zügen die Behandlung der Bahnpost durch Postbeamte. Die Postbeförderung auf der Eisenbahnstrecke Ibbenbüren–Hövelhof ist danach vom TWE-Personal als Eisenbahnschaffner-Bahnpost abgewickelt worden.
Während des Zweiten Weltkriegs gerieten wiederholt TWE-Züge unter Tieffliegerbeschuss. Am 10. September 1944 fanden dabei im Bahnhof Marienfeld vier Reisende (darunter zwei Kinder) den Tod, weitere 22 Menschen wurden verletzt; im Dezember 1944 kamen bei einem Tieffliegerangriff auf einen TWE-Personenzug bei Niedick ein Lokomotivführer und ein Heizer ums Leben. Gegen Kriegsende leitete die Reichsbahn vermehrt schwere Güter- und Militärzüge über die für derartige Verkehrsbelastungen nicht ausgelegte TWE-Strecke um. Mehrmals machten Fliegerbomben das Streckengleis an den Bahnknoten Lengerich und Gütersloh unpassierbar; ein schwerer Luftangriff zerstörte am 23. März 1945 Teile der Gleisanlagen und des Empfangsgebäudes im Bahnhof Gütersloh Nord. Zeitzeugen berichten, dass in der Nacht vom 29. auf den 30. März 1945 ein aus dem niederländischen Hellendoorn kommender und mit V2-Raketen beladener Militärzug in geschützter Tallage beim Bahnhof Brochterbeck abgestellt worden ist. Die geheimen sogenannten Vergeltungswaffen sollen noch vor Eintreffen der anrückenden Alliierten von der Waffen-SS entladen und auf dem Straßenweg über Hagen am Teutoburger Wald in Richtung Soltau abtransportiert worden sein. Zwischen 1. April und 23. Mai 1945 ruhte dann der Schienenverkehr auf der Teutoburger Wald-Eisenbahn vollständig.

### BetriebsführungDeutsche Eisenbahn-Gesellschaft

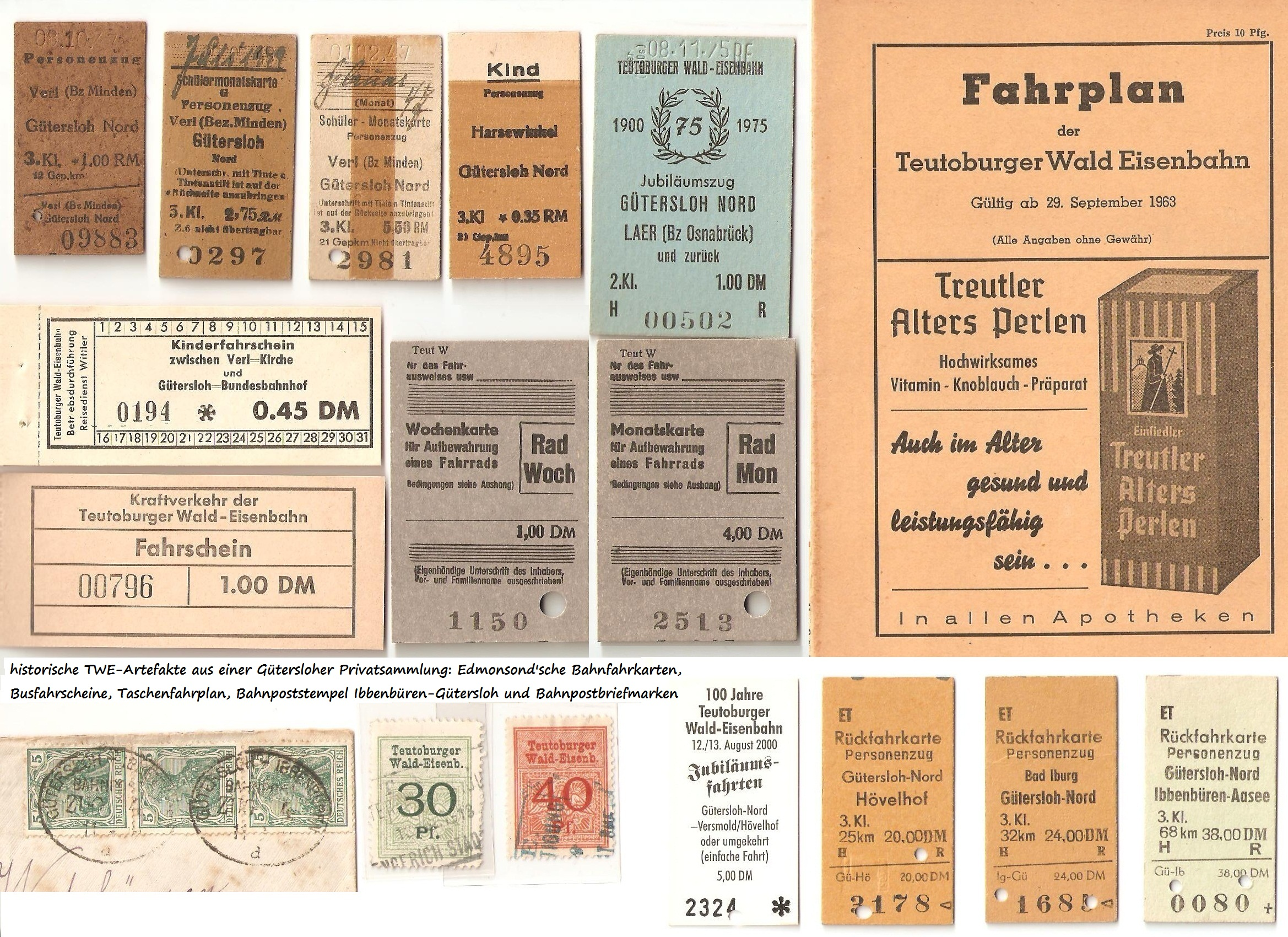
Edmondsonsche Fahrkarten, Taschenfahrplan, Kraftlinien-Fahrscheine und Bahnpost der Teutoburger Wald-Eisenbahn

Zum 1. August 1945 übertrug die AGV die Betriebsführung an ihre Tochter Deutsche Eisenbahn-Gesellschaft (DEG) in Frankfurt am Main. Durch Umstellung der meisten Personenzüge auf neue Großraumtriebwagen erreichte der Reisezugverkehr in den 1950er Jahren zunächst nochmals deutliche Komfortverbesserungen und Fahrplanverdichtungen. Anlässlich von Schul- und Betriebsausflügen beförderte die TWE in jener Zeit bei Sonderzugfahrten teilweise mehr als 1.000 Personen aus dem Gütersloher Raum ins Tecklenburger Land. Bis zu 350 Eisenbahner fertigen so in Spitzenjahren über zwei Millionen Reisende und bis zu 780.000 t Güter ab. Während der Sommerfahrplan 1960 für die Strecke 222g noch 14 Züge mit Eisenbahnschaffner-Bahnposten (9 Richtung Hövelhof und 5 Richtung Ibbenbüren) aufweist, endet die Bahnpostbeförderung bei der TWE bis 1967.
Die nur moderate Erhöhung der Streckenhöchstgeschwindigkeit auf 50 km/h offenbarte zugleich den kriegsbedingten Sanierungsstau im Gleisoberbau. Die Aufrechterhaltung des damals immer noch ertragreichen Durchgangsgüterverkehrs machte mehrmals eine Verschiebung der betriebswirtschaftlich ebenfalls dringend gebotenen vollständigen Umstellung auf Dieseltraktion zugunsten der Oberbauverstärkung auf die erhöhten Achslasten notwendig. Nachdem 1968 drei moderne dieselhydraulische Drehgestelllokomotiven vom Typ MaK V 100 PA in Betrieb genommen werden konnten, endete mit einer Abschiedsfahrt der zunächst noch als Reserve vorgehaltenen TWE-Lok 223 am 11. April 1970 der eigene Dampflokbetrieb.
Am 1. Juni 1950 übernahm die TWE erstmals eine Omnibuslinien-Konzession im damaligen Kreis Tecklenburg und beauftragte seit 1954 auch im Kreis Wiedenbrück private Omnibusunternehmen mit Linienfahrten als Ergänzung zum Schienenpersonenverkehr. Die kommunalen Gesellschafter mahnten in den 1960er Jahren wiederholt eine Umstellung des inzwischen defizitären Personenverkehrs von der Schiene auf die Straße an und zeigten zugleich keine Bereitschaft, die unterfinanzierte TWE bei der Modernisierung zu unterstützen. Zugleich förderte das Bundesland Nordrhein-Westfalen die Beschaffung neuer Omnibusse und gewährte die Oberbauhilfen ausschließlich den NE-Bahnen mit reinem Güterzugverkehr. Nachdem sie im Tausch gegen das Verkehrsgebiet vom Kraftverkehr Emsland zum 1. Oktober 1967 ihre Personenverkehrskonzession nördlich von Versmold an die Verkehrsbetriebe Kreis Tecklenburg abgeben konnte, stellte die TWE ihren Personenzugverkehr schrittweise ein:

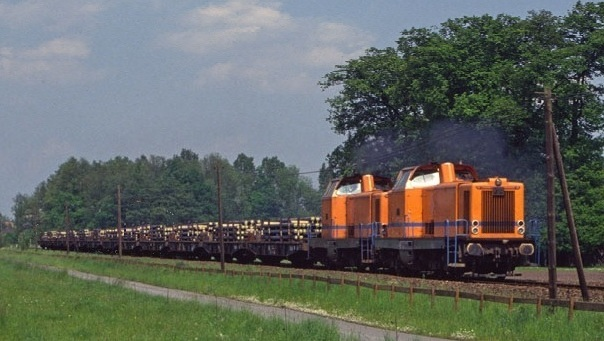
V 132 und V 131 der TWE in Doppeltraktion im Sommer 1994 auf der Sennebahn – über Jahre ein alltägliches Bild bei den schweren Stahltransporten zwischen den Benteler-Werken in Lingen und Paderborn.

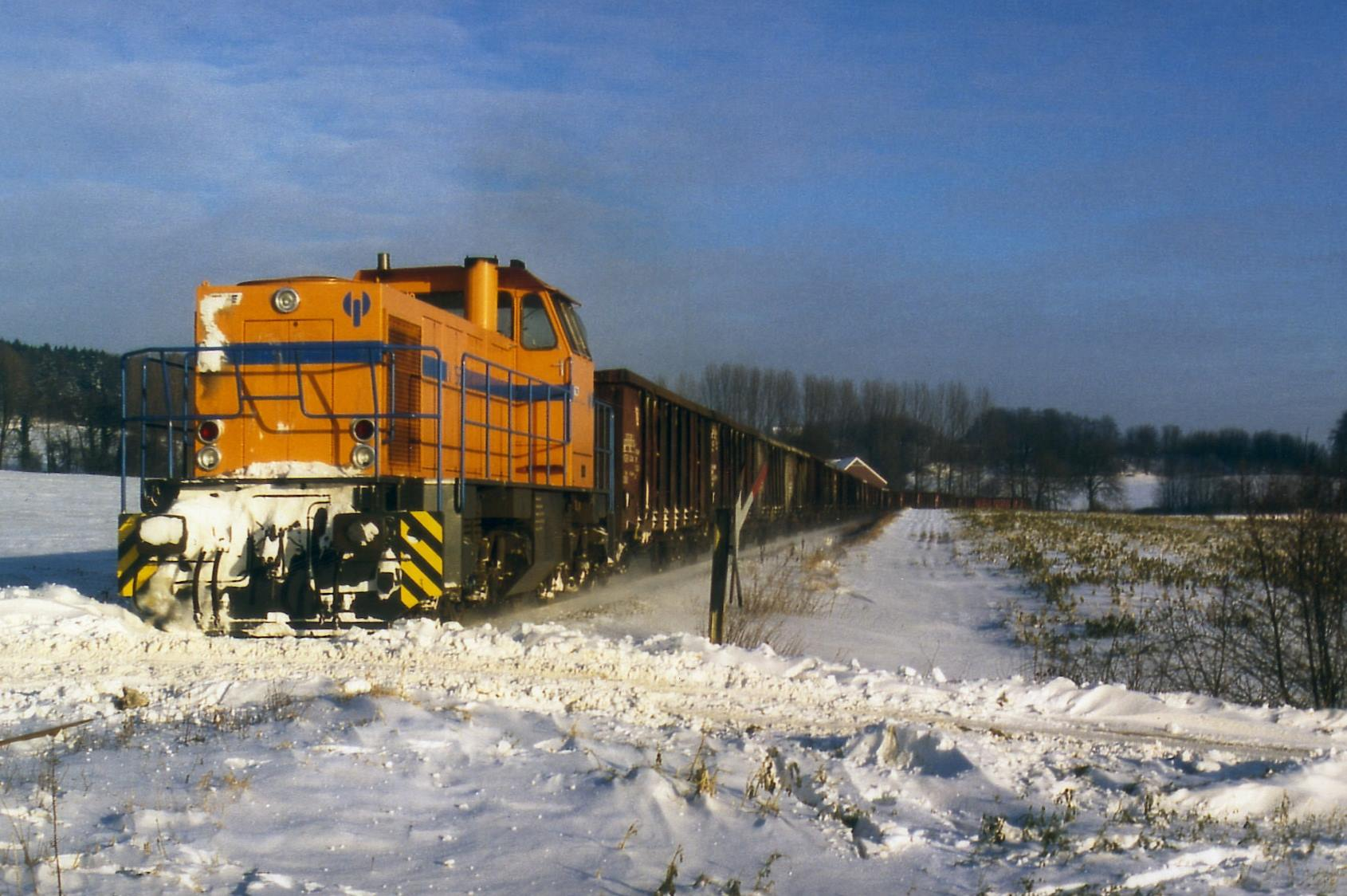
V 157 vor einem Güterzug mit Metallschrott in Gegenrichtung von Paderborn nach Lingen im Januar 1997 bei Bad Iburg

- 15. April 1967: sonn- und feiertags
- 25. Mai 1968: Ibbenbüren – Versmold
- 21. Mai 1977: Versmold – Gütersloh
- 31. Oktober 1978: Gütersloh – Hövelhof

Durch den Tausch mehrerer Linienkonzessionen u. a. mit den Stadtwerken Gütersloh entwickelte sich der vom Eisenbahnbetrieb unabhängig operierende Linienbusverkehr als TWE Busverkehrs GmbH am Firmensitz Rheda-Wiedenbrück in den 1970er Jahren zu einem der größten Nahverkehrsunternehmen im Kreis Gütersloh.
Bereits vor Einstellung des regulären Personenzugbetriebs verkehrten auf der Teutoburger Wald-Eisenbahn vereinzelt für Eisenbahnfreunde Sonderzüge mit historischen Fahrzeugen. Als Eisenbahnvereine ab 1977 bei den vom allgemeinen Dampflokverbot nicht betroffenen Privatbahnen neue Einsatzmöglichkeiten für ihre Dampflokomotiven (z. B. 01 150, 24 009, 24 083, 38 1772) suchten, initiierte der Tourismusverband Tecklenburger Land auf den landschaftlich besonders reizvollen Abschnitten der Teutoburger Wald-Eisenbahn einen touristisch orientierten Museumsbahnverkehr. Zugleich entstand an dem zur Naherholung angelegten Ibbenbürener Aasee ein neuer Haltepunkt. Der im TWE-Betriebswerk in Lengerich-Hohne stationierte Museumszug Teuto-Express wird wirtschaftlich und rechtlich unabhängig von der TWE auf ehrenamtlicher Basis durch den gemeinnützigen Förderverein Eisenbahn-Tradition betrieben.
Nachdem die damalige Bundesbahn die TWE aus ihrem Netz planmäßiger Durchgangsgüterzüge gestrichen sowie den Stück- und Expressgutverkehr eingestellt hatte, ist der Güterverkehr auf allen Streckenteilen rückläufig. Viele mittelständische Firmen gaben ihre privaten Anschlussgleise zugunsten des LKW auf, weil im DB-Netz immer weniger Lade- bzw. Entladestellen angeboten werden. Zur Kompensation beauftragte die damalige Deutsche Bundesbahn die TWE mit der Durchführung von Güterfernverkehrsleitungen zwischen dem Emsland und Ostwestfalen für den Stahlhersteller Benteler. Im Durchgangsverkehr transportierte die TWE – mitunter in Doppeltraktion – zur Weiterverarbeitung bestimmte Stahlknüppel vom Elektrostahlwerk Lingen ins Paderborner Rohrwerk und in Gegenrichtung den für die Stahlherstellung benötigten Metallschrott. Die nahezu täglich verkehrenden schweren Stahlzüge waren so mehr als drei Jahrzehnte die einzigen Güterzüge, die regelmäßig die TWE-eigene Bahnstrecke Ibbenbüren – Hövelhof auf der gesamten Streckenlänge benutzten. Besonders für die Optimierung der betrieblich anspruchsvollen schweren Benteler-Stahlzüge beschaffte die TWE mit finanzieller Unterstützung des Landes Nordrhein-Westfalens im Jahre 1994 zwei fabrikneue Diesellokomotiven vom Typ MaK G 1205 BB.
Mit Ende der Verladung von Ibbenbürener Kohle und Lengericher Zementerzeugnisse am Hafen Saerbeck in Ibbenbüren-Dörenthe und dem Rückzug der Bundeswehr wird die Anschlussstrecke von Brochterbeck zum Dortmund-Ems-Kanal heute nur noch für die Steinschüttgutverladung genutzt. Insgesamt verlagerte sich der Schwerpunkt der Frachtkunden immer mehr auf die Betriebe im heutigen Kreis Gütersloh, wo nach Jahrzehnten zwei langfristige Investitionen in die Güterzugverkehrsinfrastruktur getätigt wurden:
- 2. Februar 1967: Anschlussgleis zur Firma Claas nach Harsewinkel West (3 km)
- 28. Juli 1998: KLV-Terminal der City GT Logistik GmbH (Containerbahnhof Gütersloh Ubf)

### Von derAGIVzuRDC

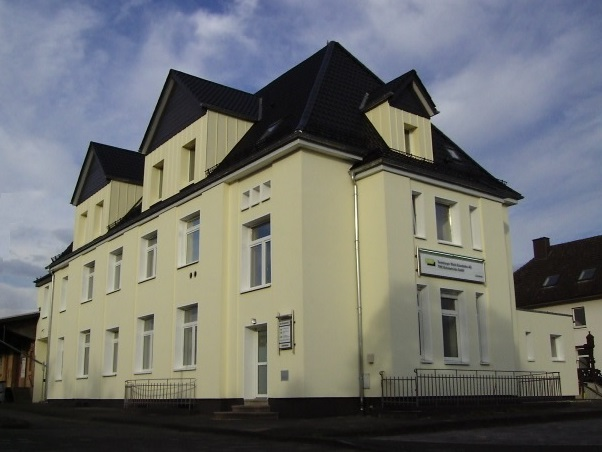
33330 Gütersloh, Am Grubenhof 2: TWE-Unternehmenssitz …

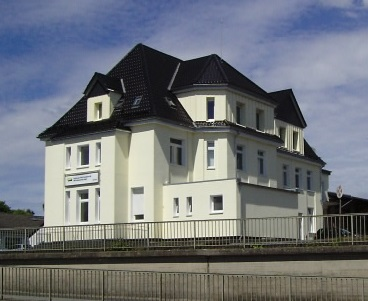
… im sanierten Bahnhofsgebäude Gütersloh Nord

Wie bei allen Bahnen der aus der AGV hervorgegangenen Aktiengesellschaft für Industrie und Verkehrswesen (AGIV) ging deren Aktienanteil zwischen 1997 und 2000 schrittweise auf die französische Compagnie Générale d'entreprises automobiles (CGEA) über, deren Eisenbahn- und Busverkehrssparte zunächst unter den Marken Connex und Veolia Verkehr auftrat und heute als Transdev GmbH firmiert.

Die fünf Unternehmenslogos kennzeichnen die mehrmaligen Änderungen in der Eigentümerstruktur der TWE.
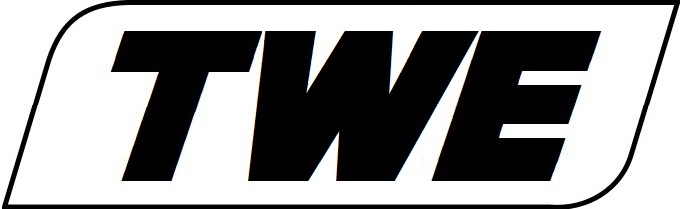
TWE-Logo von 1975
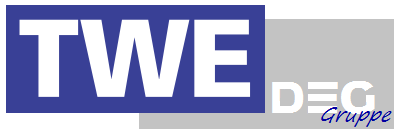
TWE-Logo nach 1997
TWE-Logo ab Aug. 2000
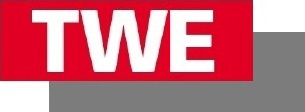
TWE-Logo ab April 2006
TWE-Logo seit 2010

Auch die verschiedenen Lackierungsvarianten ihrer Loks spiegeln die Eigentümerwechsel bei der TWE wider.
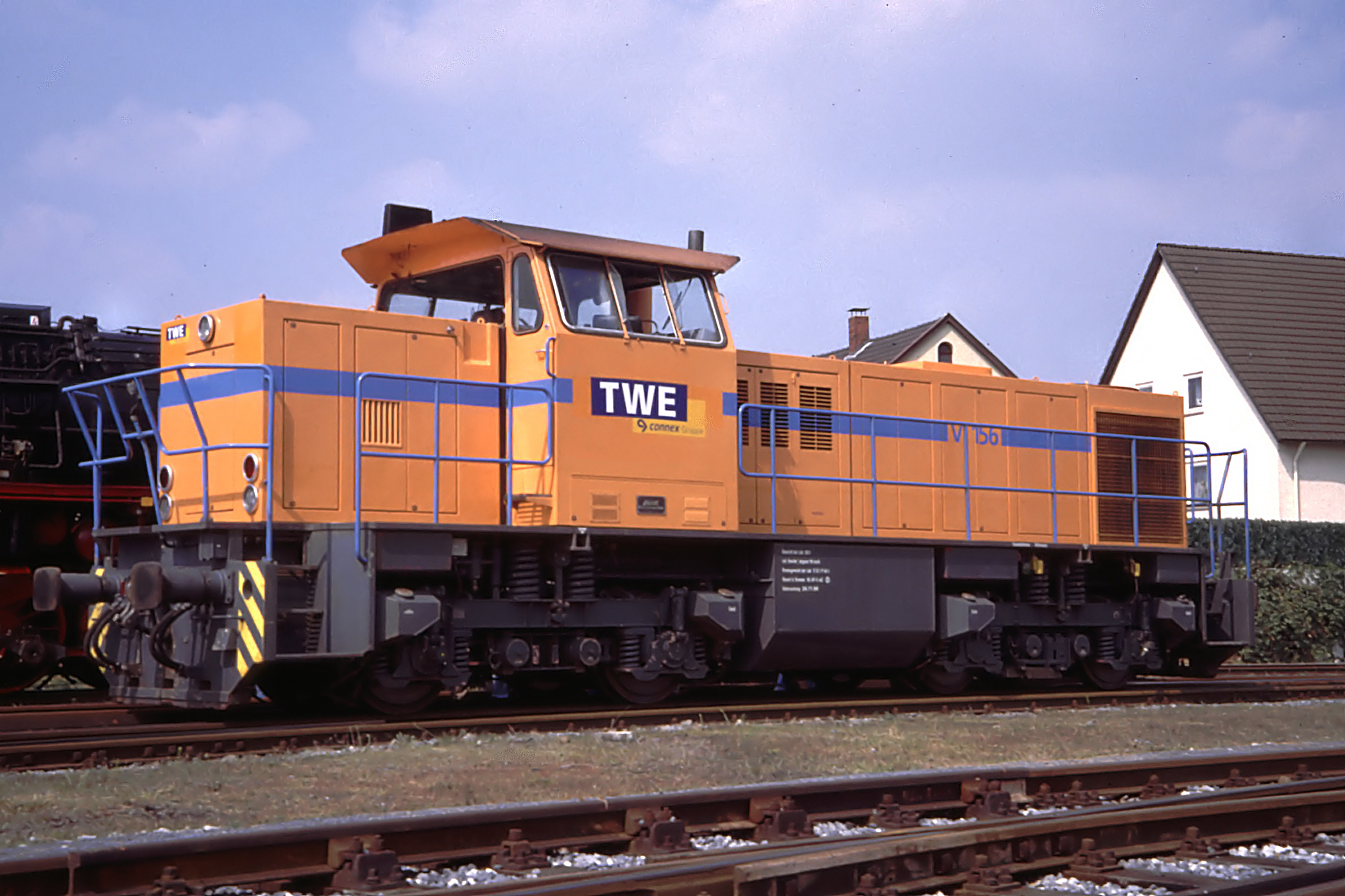
V 156 (MaK G 1205 BB) in DEG-Orange mit blauen Zierstreifen
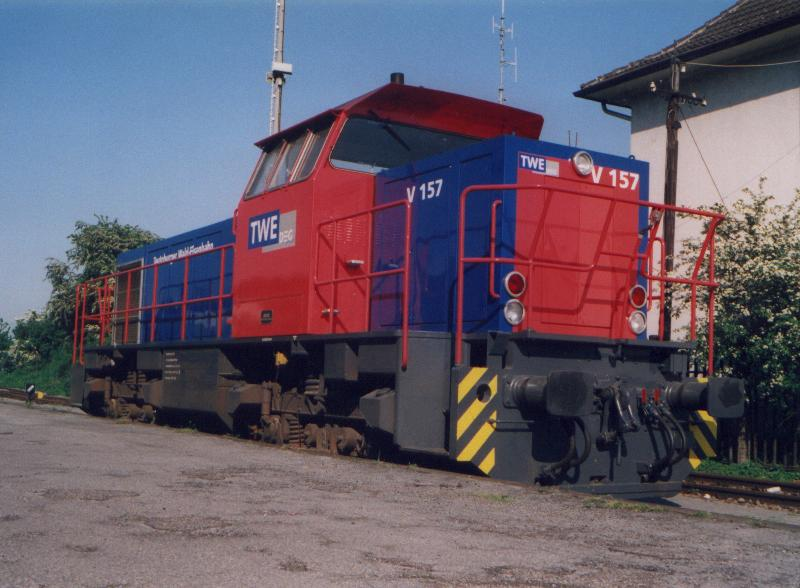
V 157 (MaK G 1205 BB) als Unikat im finalen blau-roten DEG-Design
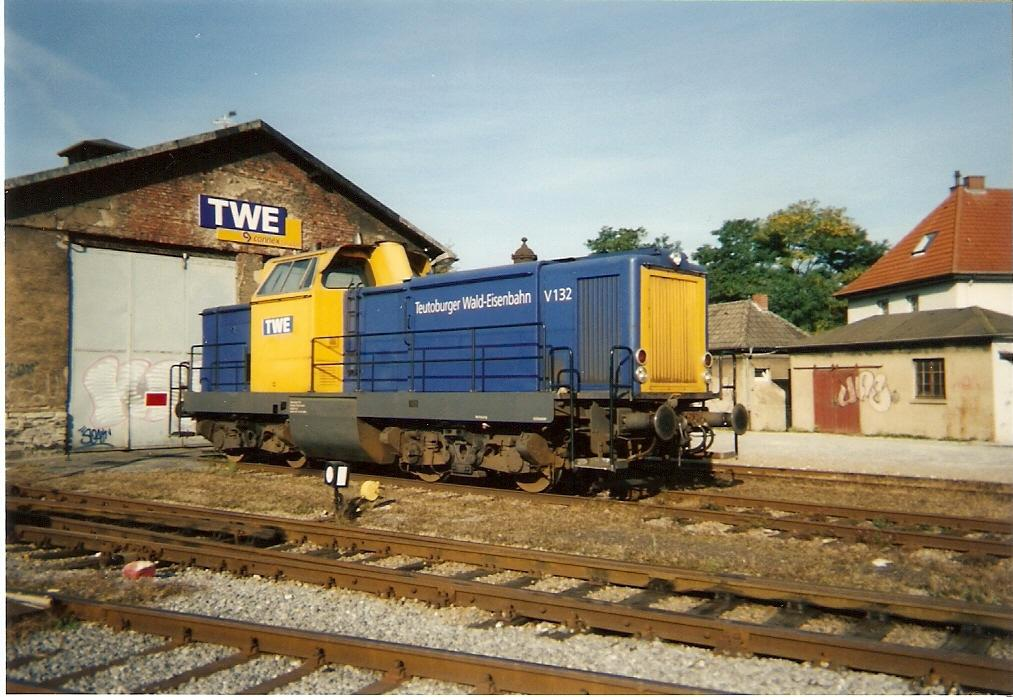
V 132 (MaK V 100 PA) im blau-gelben Design der Connex-Gruppe
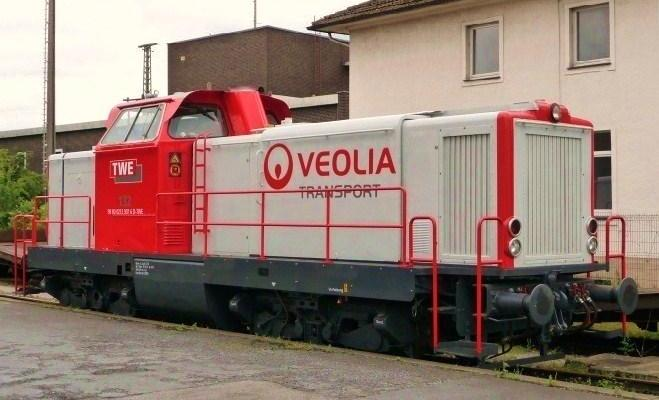
V 132 (MaK V 100 PA) im hellgrau-roten Design von Veolia Cargo
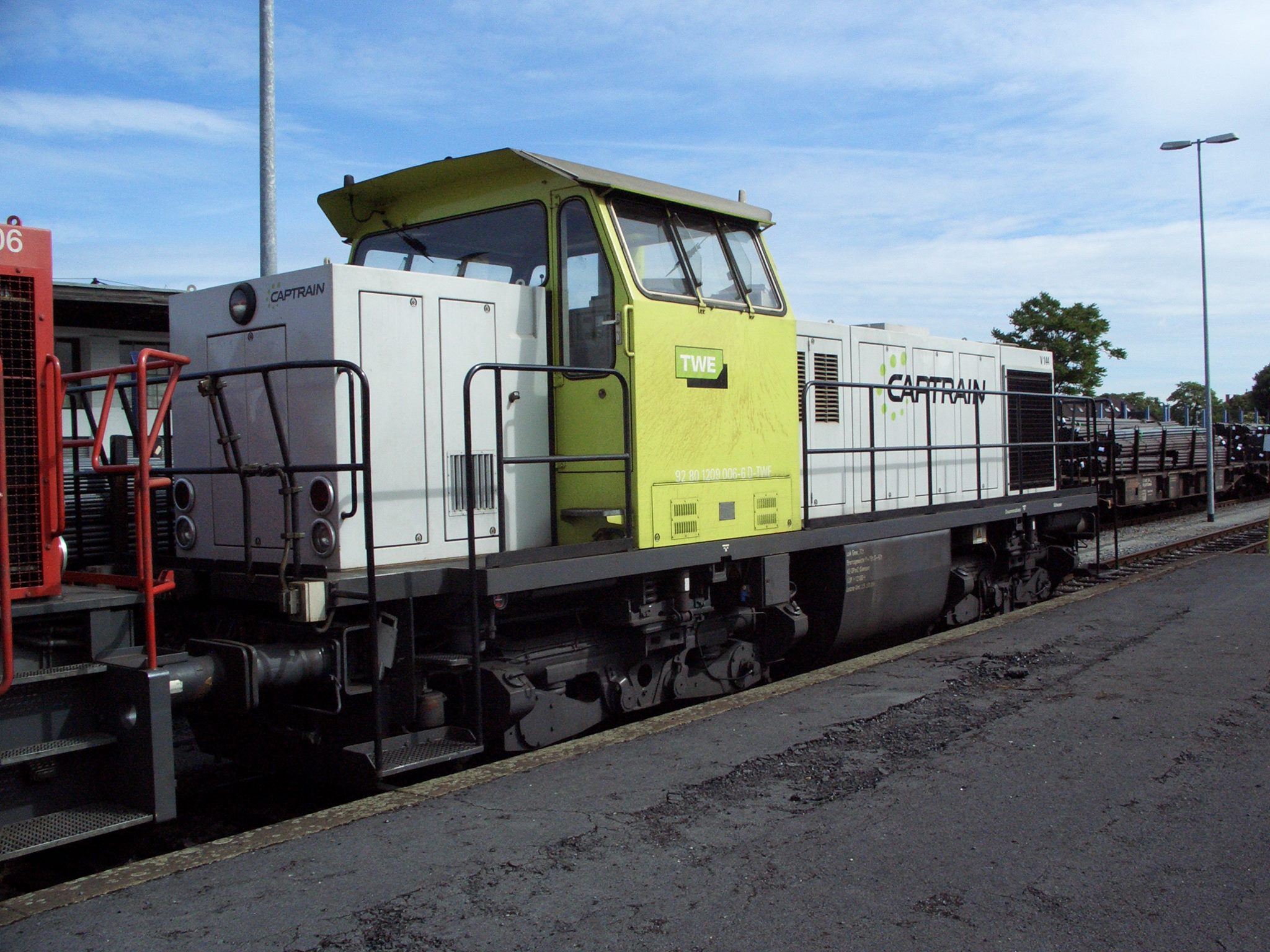
V 144 (MaK DH 1004/6) im aktuellen hellgrau-grünen Captrain-Design

Im Rahmen europäischer Gesetzgebung erfolgte 2003 eine unternehmerische Trennung von Fahrweg und Betrieb. So verblieb nur das Streckennetz unmittelbar bei der Teutoburger Wald-Eisenbahn-AG, die seitdem als Eisenbahninfrastrukturunternehmen (EIU) dient, während das 100-prozentige Tochterunternehmen TWE Bahnbetriebs GmbH als deutschlandweit tätiges Eisenbahnverkehrsunternehmen (EVU) mit Schwerpunkt Logistikdienste für die stahlverarbeitende Industrie agiert. Da die Gemeindeordnung für das Land Nordrhein-Westfalen jedoch unternehmerische Betätigungen von kommunalen Gebietskörperschaften außerhalb ihres Territoriums stark begrenzte, trennten sich im Frühjahr 2004 der Kreis Gütersloh und die Städte Versmold, Harsewinkel und Gütersloh von ihren Minderbeteiligungen an der Aktiengesellschaft.
Durch den Verkauf von Veolia Cargo an die französische SNCF-Geodis-Gruppe gehört die TWE seit dem 11. Januar 2010 zur Captrain Deutschland. Auf der Hauptversammlung am 31. August 2010 verhinderten erneut mehrere Kleinaktionäre die seit Frühjahr 2009 vom Unternehmen angestrebte Auflösung der TWE als Aktiengesellschaft und Vermögensübertragung auf die Farge-Vegesacker Eisenbahn. Seit dem 15. September 2010 ist beim Deutschen Patent- und Markenamt (DPMA) für Captrain Deutschland die Wortmarke „TWE“ eingetragen.
Infolge des Übergangs der TWE in den Konzernverbund der SNCF kündigte DB Schenker Rail (heute DB Cargo) zum Herbst 2010 die Kooperationsverträge und beendete damit auch den jahrzehntelang über die Bahnstrecke Ibbenbüren – Hövelhof geführten Stahlzugverkehr zwischen den Benteler-Standorten Lingen (Ems) und Paderborn. Fast zeitgleich kam es nach einem Unwetter im August 2010 zwischen Brochterbeck und Tecklenburg zu einem Dammrutsch und der ersten von insgesamt drei Streckenunterbrechungen. Da seitdem auf der TWE-Strecke kein Durchgangsgüterverkehr mehr stattfindet und der Wagenladungsverkehr weitestgehend direkt von DB Cargo durchgeführt wird, war die TWE Bahnbetriebs GmbH fortan fast nur noch außerhalb ihrer Ursprungsstrecke im Einsatz. Durch Übernahme des Hamburger Standortes und seiner Mitarbeiter von der CC-Logistik GmbH & Co. KG führte die TWE Bahnbetriebs GmbH die Rangier- und Bedienleistungen im Hamburger Hafen für die Captrain-Gruppe seit November 2012 über die neugegründete TWE-Niederlassung Hamburg durch.
Nach einem öffentlichen Angebot zum Rückkauf der letzten in Streubesitz befindlichen Aktien vom 11. Juli 2011 leitete Captrain Deutschland am 18. August 2011 bei einem Anteil von 97 % am Aktienkapital den Ausschluss der letzten Kleinaktionäre (Squeeze-Out) ein. Mit dem Übergang aller TWE-Aktien auf die Captrain Deutschland endete die Börsennotierung der Vorzugs- und Stammaktien in Hamburg und Hannover zum Ende des Handelstages am 5. Dezember 2011. Alle daraufhin erhobenen Anfechtungsklagen von Aktionären sind durch einen am 12. Dezember 2013 gerichtlich protokollierten Vergleich beendet worden.
Gemäß einem Beschluss der Hauptversammlung vom 7. Juli 2014 ist die Teutoburger Wald-Eisenbahn-Aktiengesellschaft zum 12. September 2014 in die Rechtsform einer Gesellschaft mit beschränkter Haftung umgewandelt worden.
Am 19. August 2015 wurde die TWE Bahnbetriebs GmbH mit der Bayerischen CargoBahn GmbH verschmolzen und das neue Unternehmen rückwirkend zum 1. Januar 2015 in die Captrain Deutschland CargoWest GmbH umfirmiert. Die Standorte der beiden ehemaligen EVUs mit ihren Fahrzeugen, Mitarbeiter und Geschäftsführern sollen erhalten bleiben.
Das Infrastrukturunternehmen TWE GmbH ging am 1. November 2024 an die RDC Deutschland über.

## Infrastruktur
Die 93 Kilometer lange und als Nebenbahn des öffentlichen Verkehrs konzessionierte TWE-Stammstrecke ist in Ibbenbüren, Lengerich (Westfalen), Gütersloh und Hövelhof mit dem Streckennetz der Deutschen Bahn verknüpft. Zweigstrecken schließen den Hafen Saerbeck am Dortmund-Ems-Kanal in Ibbenbüren-Dörenthe, die Landmaschinenfabrik Claas in Harsewinkel West und den Flughafen Gütersloh in Richtung Gütersloh an. In Gütersloh-Spexard betreibt die TWE direkt am Autobahnanschluss zur A2 einen Umladebahnhof (KV-Terminal) für den Kombinierten Verkehr, in Lengerich-Hohne ein Betriebswerk (Bw), das zugleich als Zentralwerkstatt für andere NE-Bahnen fungiert, sowie in Hamburg eine Zweigniederlassung für das Rangiergeschäft im Hamburger Hafen. Der nördliche Streckenteil Ibbenbüren – Lengerich (Westfalen) – Versmold wurde nach einer Streckenausschreibung zum 1. Dezember 2015 an die LWS Lappwaldbahn Service GmbH verkauft. Der 25,1 Kilometer lange Streckenabschnitt Harsewinkel – Gütersloh – Verl soll für die Reaktivierung des Schienenpersonennahverkehrs in die Bedarfsplanung des Landes Nordrhein-Westfalen aufgenommen werden.

Gleisverbindung der Teutoburger Wald-Eisenbahn zur Bahnstrecke Hamm – Bielefeld in Gütersloh
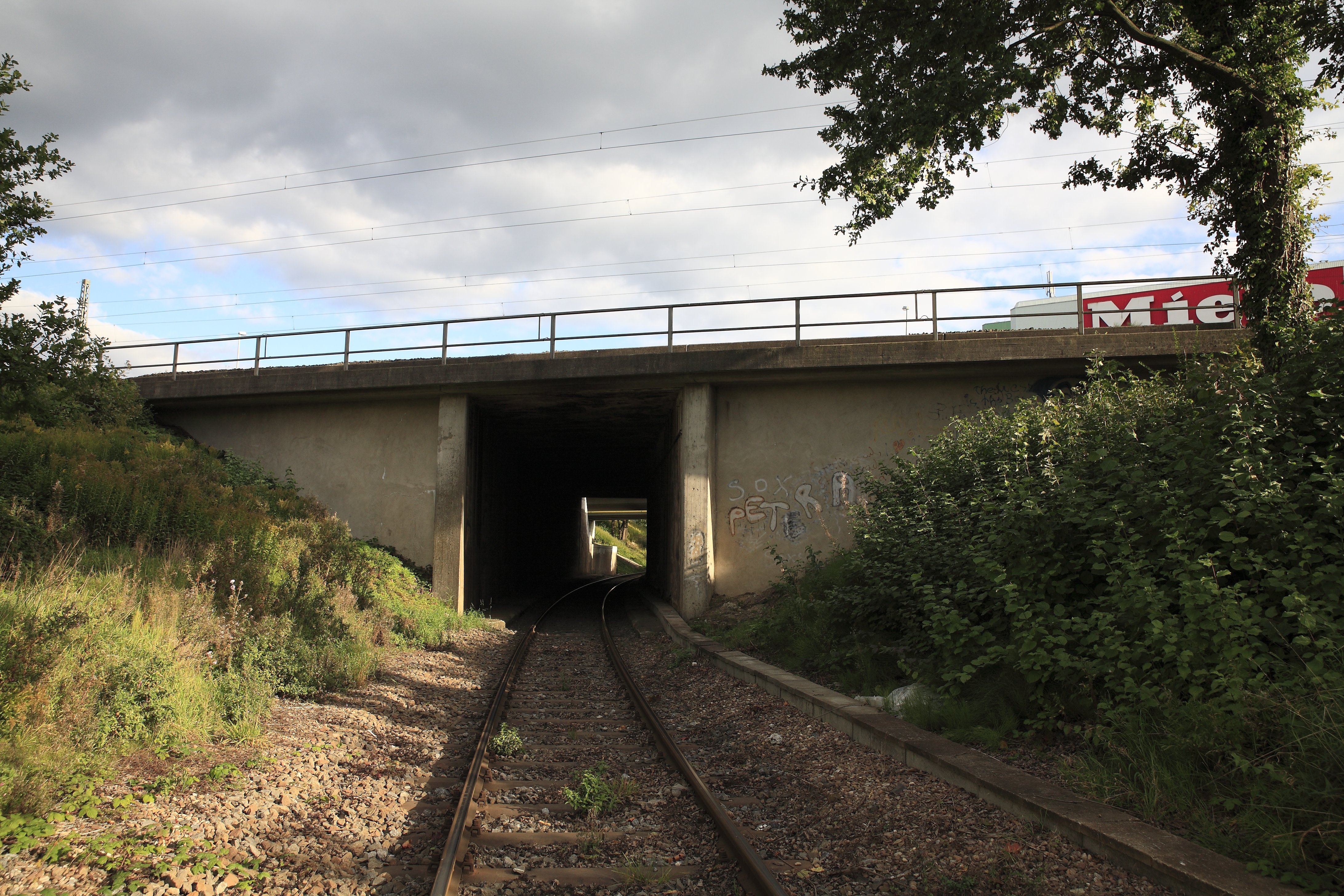
TWE-Streckengleis von Gütersloh Nord
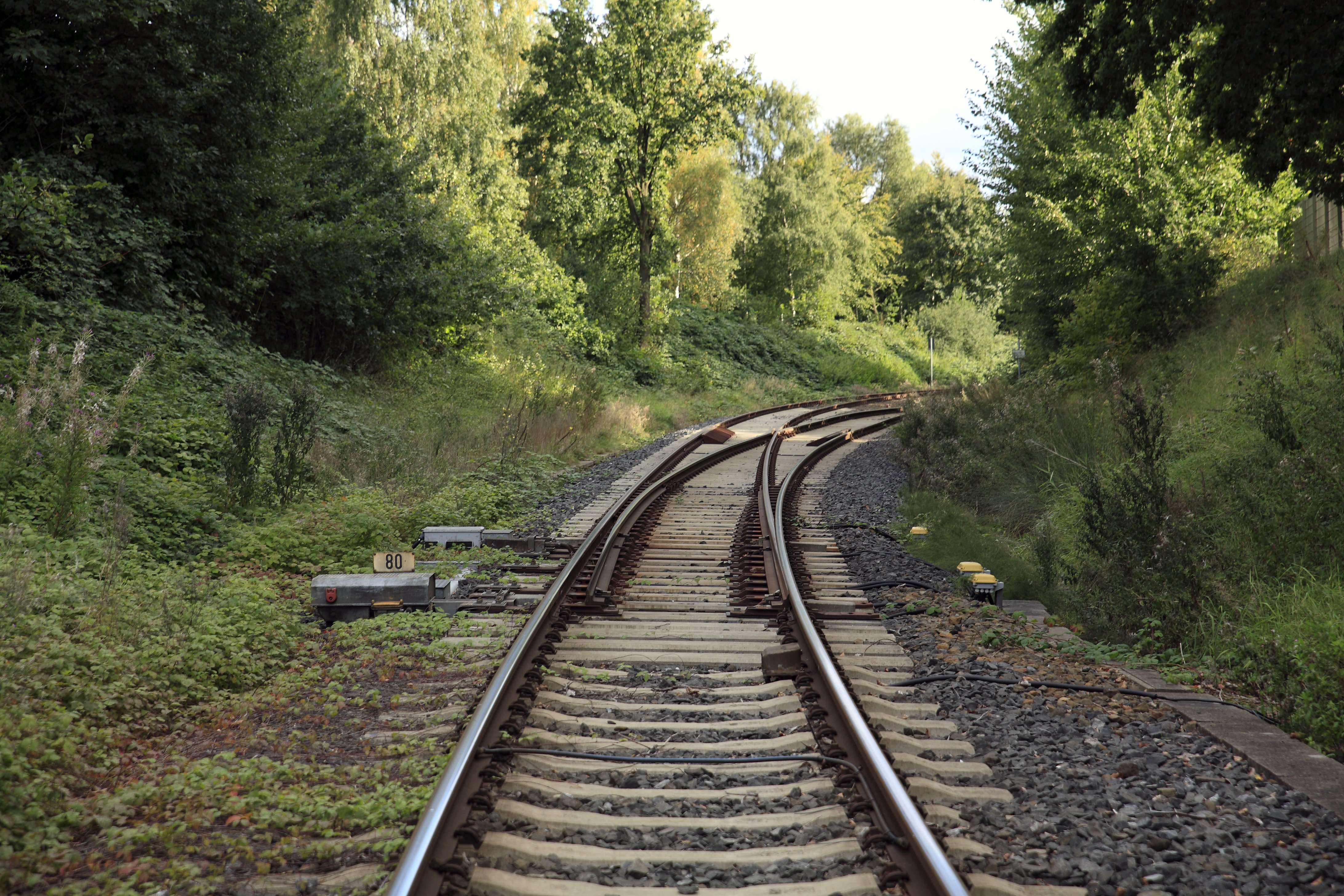
Nach Verl – Hövelhof bzw. Gütersloh Hbf
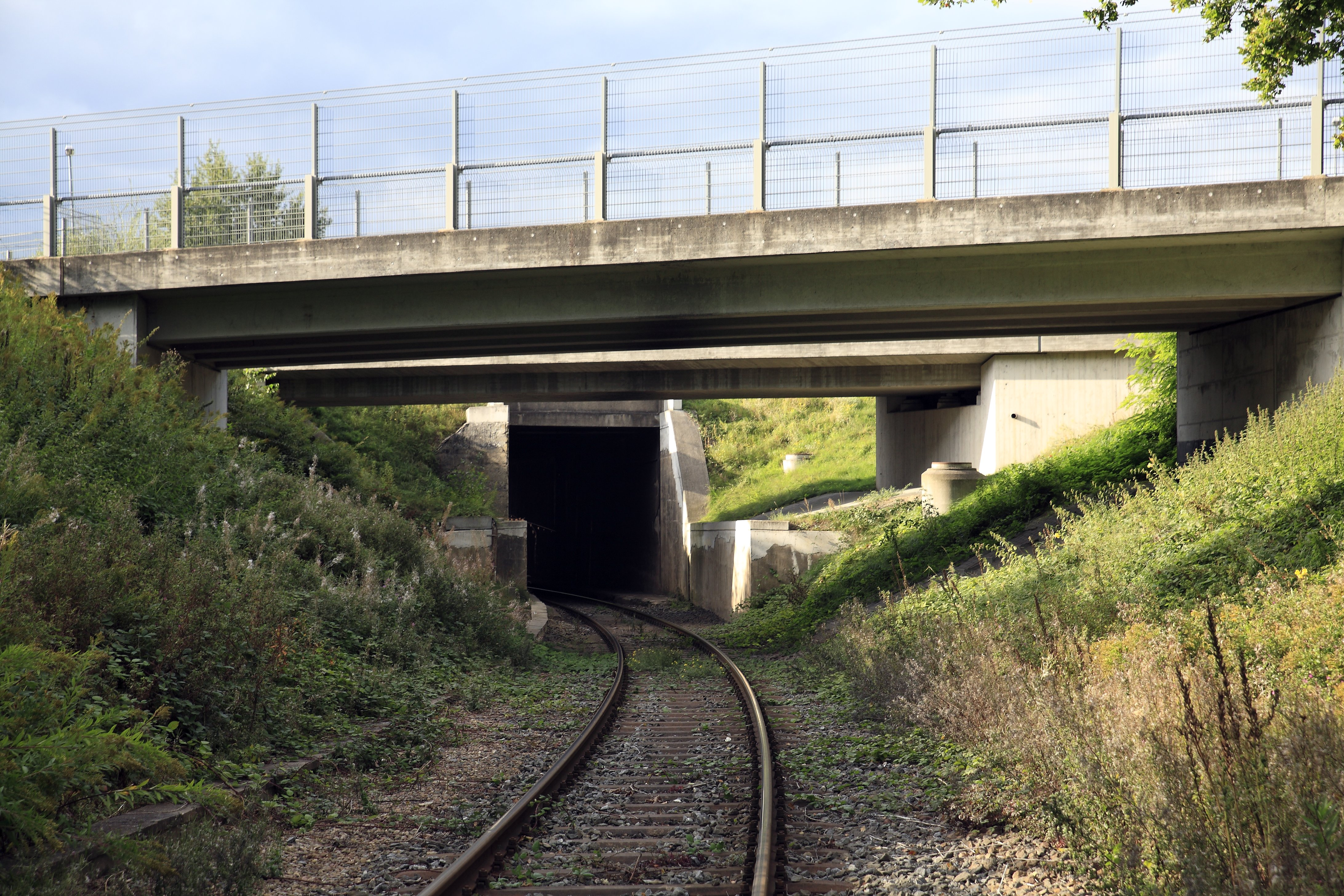
Derselbe Gleisbogen in Gegenrichtung
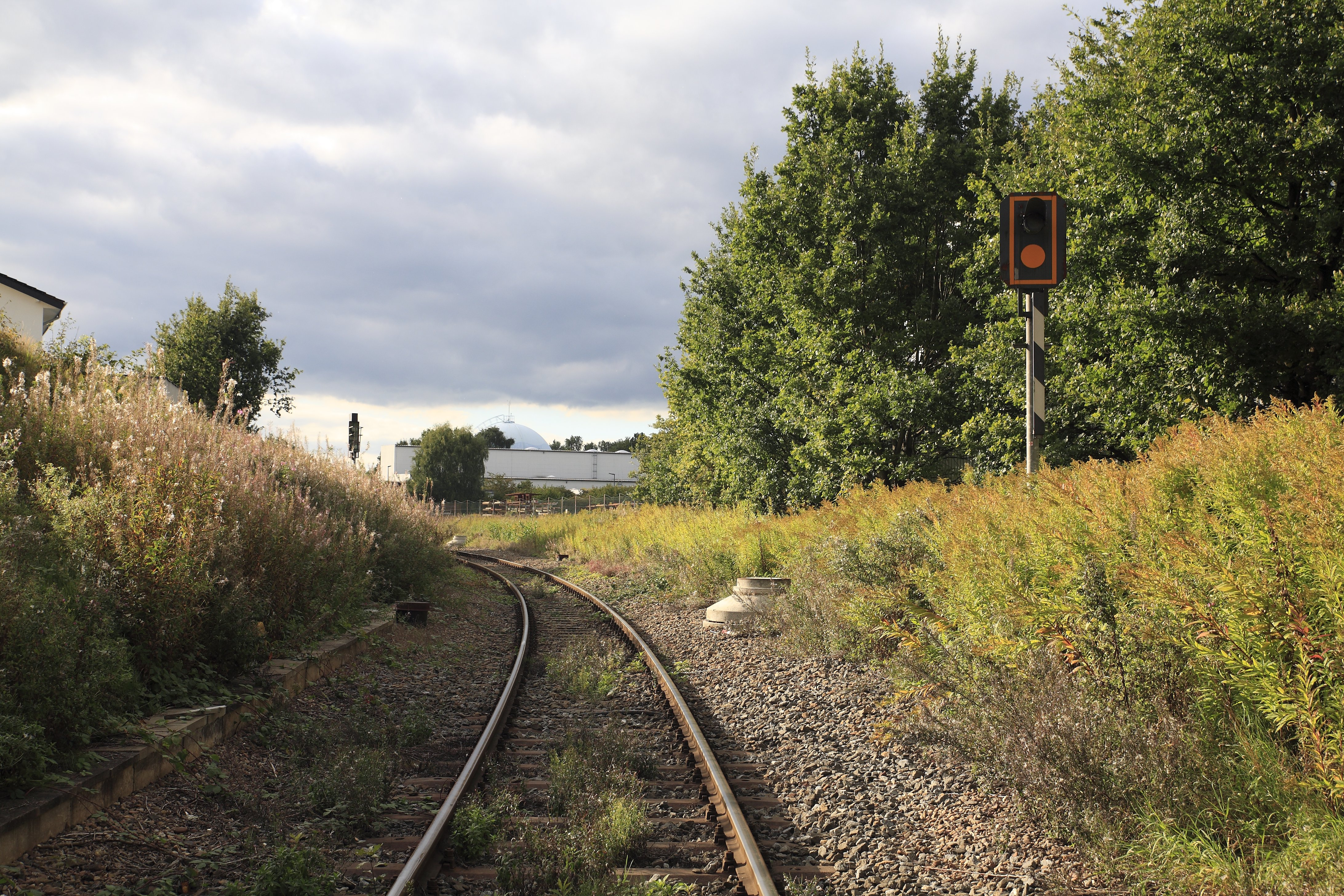
Von Hövelhof – Verl nach Gütersloh Nord

### Bahnstrecke Ibbenbüren – Lengerich-Hohne – Versmold (exkl.)

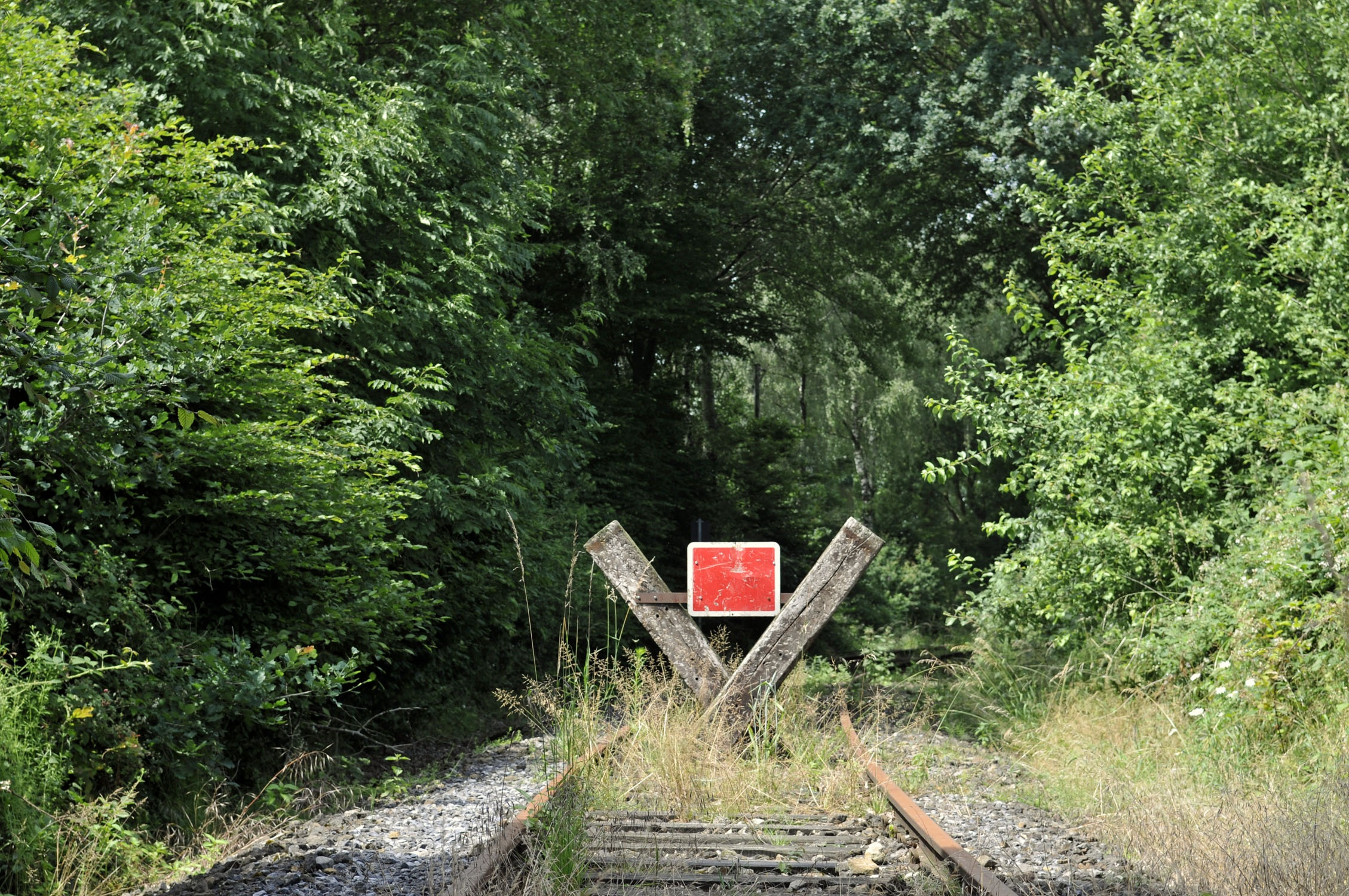
Von 2010 bis 2015 war die TWE-Strecke bei Brochterbeck unterbrochen.

Kurz nach Übernahme durch Captrain Deutschland informierte die Geschäftsführung im Mai 2010 auf einer Bürgermeisterkonferenz im Kreishaus Gütersloh über eine mögliche Einstellung des Güterverkehrs auf der TWE-eigenen Bahnstrecke Ibbenbüren–Hövelhof. Sie begründete dieses damit, dass an Gleisen und Brücken in naher Zukunft erhebliche Investitionen anstehen, die man nicht mehr übernehmen wolle, weil das Güterverkehrsaufkommen stark gesunken sei. Anfang September 2010 kam es zur ersten von inzwischen drei Streckensperrungen im Kreis Steinfurt und im Landkreis Osnabrück. Im Januar 2012 gründete sich in Bad Laer das Aktionsbündnis pro TWE, das sich „den langfristigen Erhalt und die regelmäßige Nutzung der Strecke der Teutoburger Wald-Eisenbahn in den Bereichen Freizeit- und Tourismusverkehr sowie Güterverkehr zum Ziel gesetzt hat“.
Am 1. August 2013 gab die TWE-Geschäftsleitung bekannt, dass die Teutoburger Wald-Eisenbahn den nördlichen Teil ihrer Eisenbahninfrastruktur auf dem 43,6 km langen Abschnitt Ibbenbüren – Versmold und der 7,1 km langen Zweigstrecke Brochterbeck – Hafen Saerbeck verkaufen möchte. Sollte eine Abgabe der Strecke an Dritte scheitern, hat sich die TWE vorbehalten, einen Antrag zur Entbindung von der Betriebspflicht zu stellen. Am 21. November 2014 kündigt die TWE die offizielle Einleitung des gesetzlich vorgeschriebenen Verfahrens zur Abgabe bzw. Streckenstilllegung nach § 11 Allgemeines Eisenbahngesetz (AEG) für den 50,6 Kilometer langen nördlichen Streckenabschnitt der TWE-Infrastruktur zwischen Ibbenbüren und Versmold an.
Im Februar 2015 teilte das Eisenbahninfrastrukturunternehmen Lappwaldbahn Service GmbH (LWS) aus Oebisfelde-Weferlingen in Sachsen-Anhalt mit, dass es sich offiziell um die zur Übernahme ausgeschriebenen nördlichen TWE-Streckenteile zwischen Ibbenbüren und Versmold beworben hat. Nach Gesprächen mit der TWE-Mutter Captrain, den betroffenen Landkreisen Steinfurt, Osnabrück und Gütersloh und mit großen Verladern erwarb die LWS diese Streckenabschnitte am 1. Dezember 2015. Das Schwesterunternehmen des Eisenbahnverkehrsunternehmens Lappwaldbahn GmbH (LWB) beabsichtigt die Sanierung der zurzeit abschnittsweise gesperrten Gleise in zwei Bauabschnitten im Zeitraum 2016 bis 2021. Bis Ende 2017 ist die Aufnahme des Tourismusverkehrs zwischen Ibbenbüren und Versmold sowie des Güterverkehrs zum Hafen Ibbenbüren-Dörenthe geplant. Am 21. Dezember 2015 verkehrte unter Verantwortung des neuen Streckeneigentümers erstmals ein Güterzug über die provisorisch wieder befahrbar gemachten Gleise zwischen Versmold und Ibbenbüren. Die Stadt Bad Laer wies im Sommer 2023 darauf hin, dass Zugverkehr wieder möglich ist. Die Strecke wird entsprechend des Betreibers als Lappwaldbahn bezeichnet.
Am 25. Mai 2020 beschloss der Zweckverband Schienenpersonennahverkehr Münsterland (ZVM) eine Machbarkeitsstudie zur Reaktivierung des Schienenpersonennahverkehrs im Abschnitt Ibbenbüren–Lengerich in Auftrag zu geben. Die Machbarkeitsstudie wurde am 5. März 2024 veröffentlicht und ergab ein positives Nutzen-Kosten-Verhältnis. Auch der Bau eines Überwerfungsbauwerks in Lengerich (Westf) für eine stündliche Verlängerung nach Münster (Westf) ist förderfähig.

### Bahnstrecke Versmold – Gütersloh Nord – Hövelhof
Hinsichtlich des südlichen Streckenteils Versmold – Hövelhof bekräftigte die TWE-Geschäftsleitung hingegen wiederholt ihr Interesse, durch Maßnahmen zur Steigerung des Güterverkehrs im Raum Gütersloh sowie der vom Verkehrsverbund Ostwestfalen-Lippe (VVOWL) geplanten Reaktivierung des Schienenpersonennahverkehrs (SPNV) im Abschnitt Harsewinkel – Gütersloh – Verl, den südlichen Teil ihrer Eisenbahninfrastruktur langfristig auslasten und erhalten zu wollen. Das Unternehmen appellierte an Entscheidungsträger im Kreis Gütersloh und in den Kommunen, die Wiederaufnahme des Personenzugverkehrs im Kreis Gütersloh zu
unterstützen. Trotz einer in der Stadt Gütersloh kontroversen Debatte beschlossen im September 2010 sowohl der Kreis als auch im Oktober 2010 die beteiligten drei Städte Harsewinkel, Gütersloh und Verl, die Betriebskosten im Falle einer erfolgreichen Reaktivierung des SPNV mit insgesamt einer Million Euro jährlich an den Aufgabenträger VVOWL zu bezuschussen.
Ursprünglich war geplant, 2019 eine Entscheidung über eine Landesförderung des auf 34,5 Millionen Euro bezifferten Investitionsvolumens zum SPNV-tauglichen Streckenausbau des Abschnitts Harsewinkel – Gütersloh – Verl zu treffen, um eine Betriebsaufnahme für das Jahr 2023 zu erreichen. Ein im Dezember 2018 beim Zweckverband Nahverkehr Westfalen-Lippe (NWL) veröffentlichtes Gutachten (Standardisierte Bewertung) wies für das Nahverkehrsprojekt mit einem Kosten-Nutzen-Faktor von 1,6 einen volkswirtschaftlichen Nutzen nach. Die Maßnahme sollte über den Regionalrat in Detmold zur Aufnahme in den ÖPNV-Bedarfsplan vom Land Nordrhein-Westfalen angemeldet werden.
Im Jahr 2023 war noch keine Strecke realisiert. Vielmehr wurde bekannt, dass sich die Reaktivierung der TWE-Strecke weiter bis 2027 verzögern werde.
Für die südlichste Teilstrecke Verl – Hövelhof war 2018 zur Verknüpfung an die sich anschließende Sennebahn nach Paderborn ein „Urban Rail“-Testbetrieb mit selbstfahrenden Schienenfahrzeugen in Prüfung.

## Fuhrpark

### Lokomotiven der ehemaligen TWE Bahnbetriebs GmbH
Im Jahre 2015 gehörten zum Fuhrpark der TWE Bahnbetriebs GmbH fünf dieselhydraulische Streckenlokomotiven, die entsprechend der internationalen UIC-Regeln alle mit einer NVR-Nr. im nationalen Fahrzeugeinstellungsregister beim Eisenbahn-Bundesamt (EBA) registriert sind.
Es handelt sich ausschließlich um vierachsige Drehgestell-Konstruktionen aus dem Hause Maschinenbau Kiel (MaK):
| Betriebs-Nr. | Baujahr     | Hersteller Fabrik-Nr.                  | Baureihe                              | UIC-Kennzeichnung (NVR-Nr.) | Standort              | Bemerkungen                           | betriebs- fähig |
| ------------ | ----------- | -------------------------------------- | ------------------------------------- | --------------------------- | --------------------- | ------------------------------------- | --------------- |
| V 131        | 1968        | MaK 1000255                            | MaK V 100 PA (G 1300 BB)              | 98 80 0212 907-6 D-TWE      | Lengerich (Westfalen) | 10. November 2011 Unfall in Hamburg   | Ja              |
| V 132        | 1968        | MaK 1000256                            | MaK V 100 PA (G 1300 BB)              | 98 80 0212 908-4 D-TWE      | Hamburg               |                                       | Ja              |
| V 133        | 1968        | MaK 1000257                            | MaK V 100 PA (G 1300 BB)              | 98 80 0212 909-2 D-RBB      | Bitterfeld            |                                       | Ja              |
| V 144        | (1962) 2001 | (Krauss-Maffei 18889) Vossloh DH1004/6 | (DB-Baureihe V 100.10) OnRail DH 1004 | 92 80 1209 006-6 D-TWE      | Gütersloh             | Rahmen/Fahrgestell ehem. DB 211 293-6 | Ja              |
| V 156        | 1994        | MaK 1000895                            | MaK G 1205 BB                         | 98 80 0274 107-8 D-TWE      | Gütersloh             |                                       | Ja              |
| V 157        | 1994        | MaK 1000896                            | MaK G 1205 BB                         | 98 80 0274 108-6 D-TWE      | Hamburg               |                                       | Ja              |

Diese fünf Loks werden an verschiedenen Standorten in ganz Deutschland eingesetzt, deshalb verstärken regelmäßig auch Dieselloks (vorwiegend vom Typ MaK G 1206) aus dem Pool von Captrain Deutschland, aber auch Leihloks konzernfremder NE-Bahnen wie z. B. der Westfälischen Landes-Eisenbahn den Fuhrpark. Für den Ferngüterverkehr hatte die TWE Bahnbetriebs GmbH von Rail4Captrain 8 E-Loks der Bombardier TRAXX Baureihe 145-CL und 185-CL angemietet. Die durch DB Cargo im TWE-Netz durchgeführten Güterzugleistungen werden überwiegend mit DB-Dieselloks der Baureihe 294 und 295 erbracht.

Querschnitt aus dem aktuellen Fuhrpark der TWE
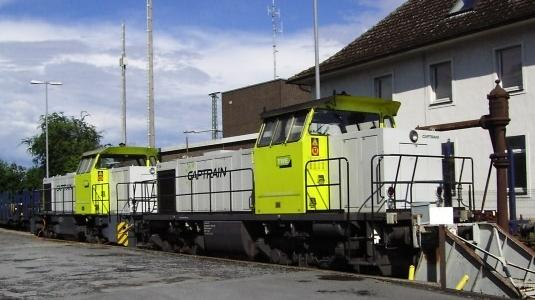
Im aktuellen hellgrau-grünen Design von Captrain stehen die beiden TWE-Dieselloks V 157 (MaK G 1205 BB, links) und V 144 (MaK DH 1004/6, rechts) im Bahnhof Gütersloh Nord.
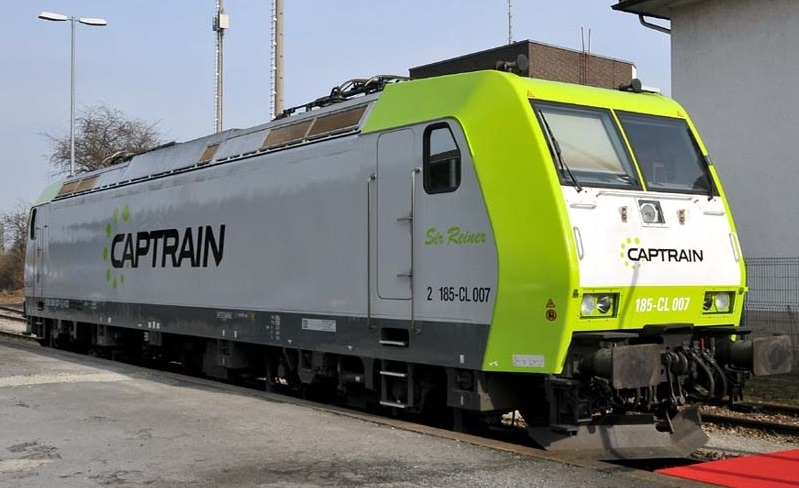
Die Captrain-Elektrolok 185-CL 007 wurde 2010 im Bahnhof Gütersloh Nord zu Ehren von TWE-Vorstand Reiner Woermann auf den Namen „Sir Reiner“ getauft.
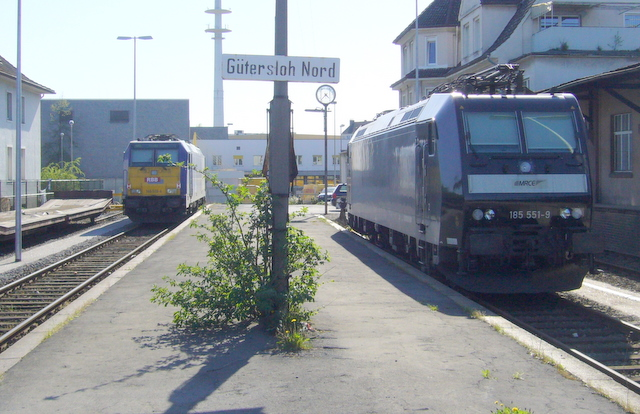
Mit abgesenkten Stromabnehmern sind E-Lok 146 519 (RBB) und 185 551 (MRCE) im oberleitungslosen Bahnhof Gütersloh Nord abgestellt.
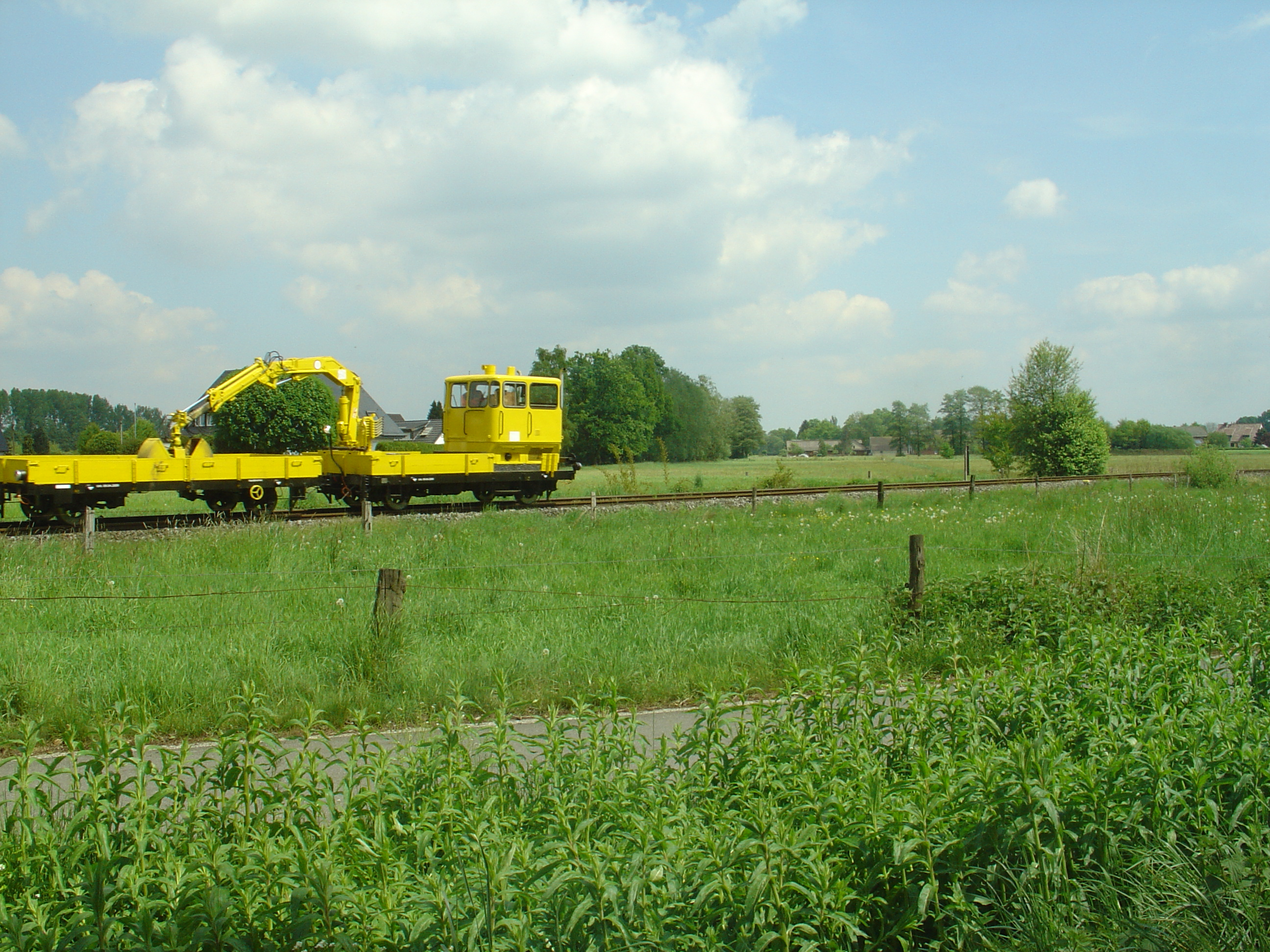
Für Gleisbauarbeiten auf der eigenen Bahnstrecke Ibbenbüren–Hövelhof unterhält die TWE einen Schwerkleinwagen (Skl) der Baureihe Klv 53.
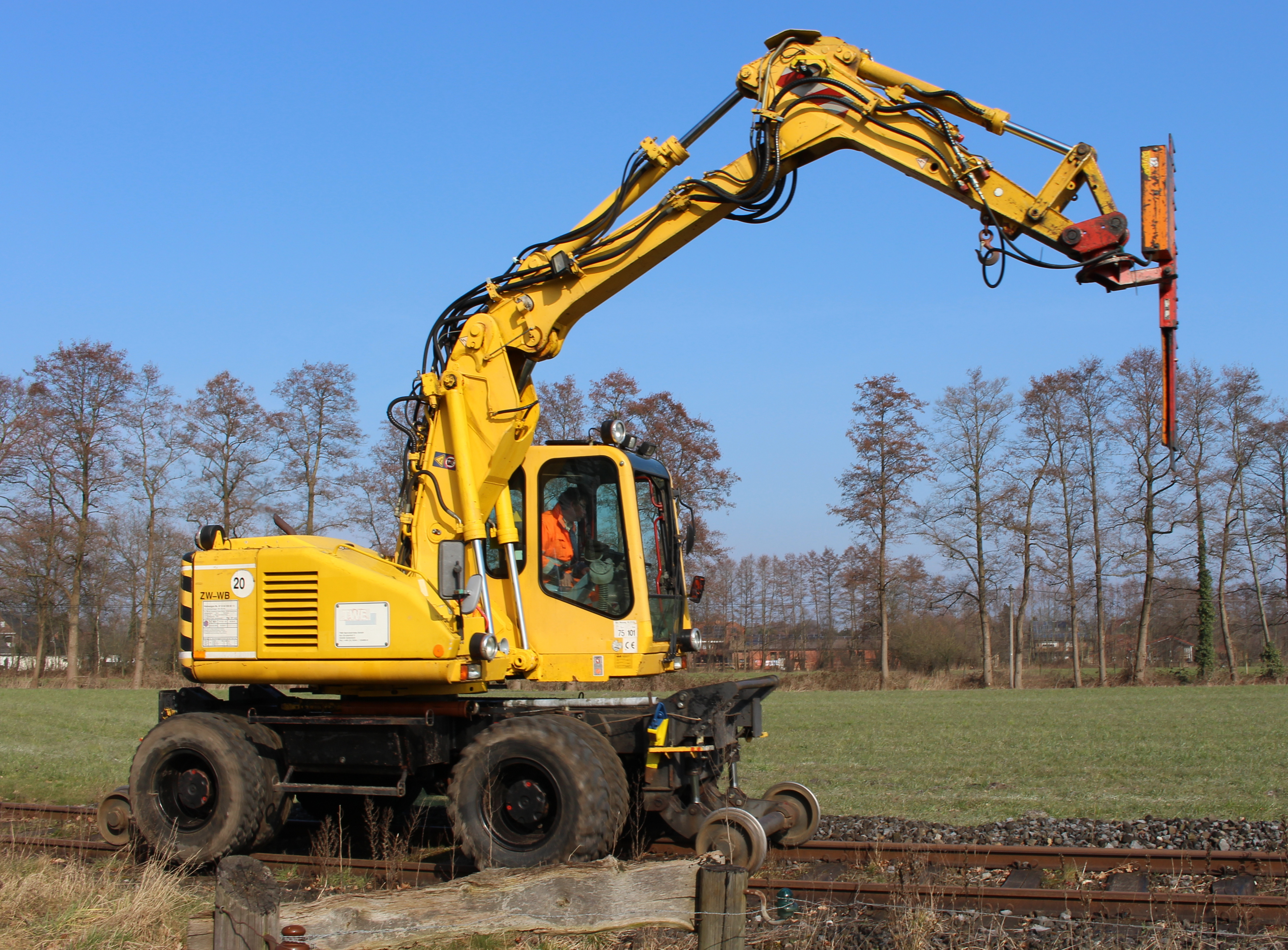
Für Böschungsarbeiten kommt ein Zweiwegebagger mit Sägekopf der Marke Atlas zum Einsatz.
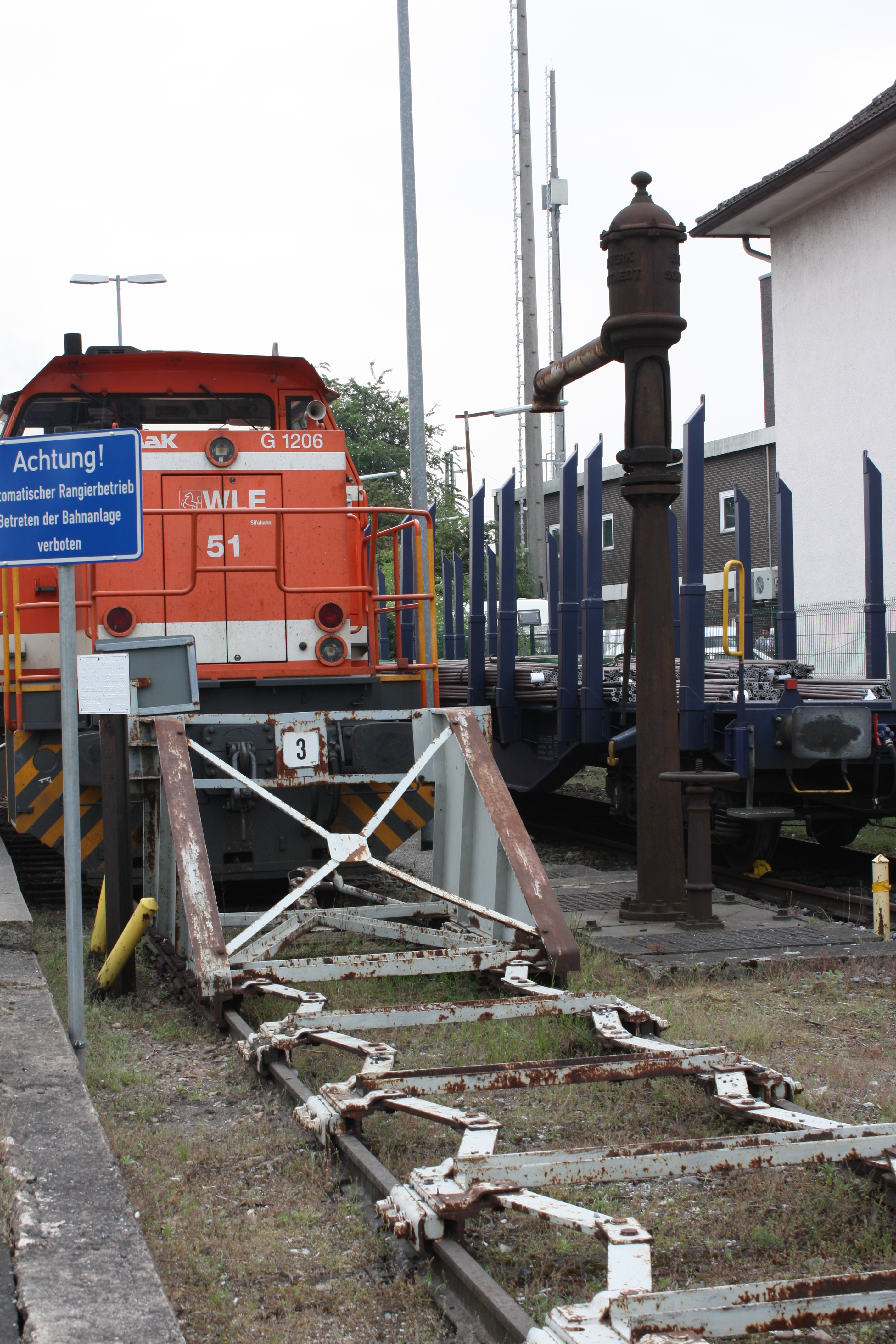
Immer wieder ergänzen temporär angemietete Loks anderer EVUs wie die WLE-Diesellok Nr. 51 (MaK G 1206) den Fahrzeugbestand der TWE.

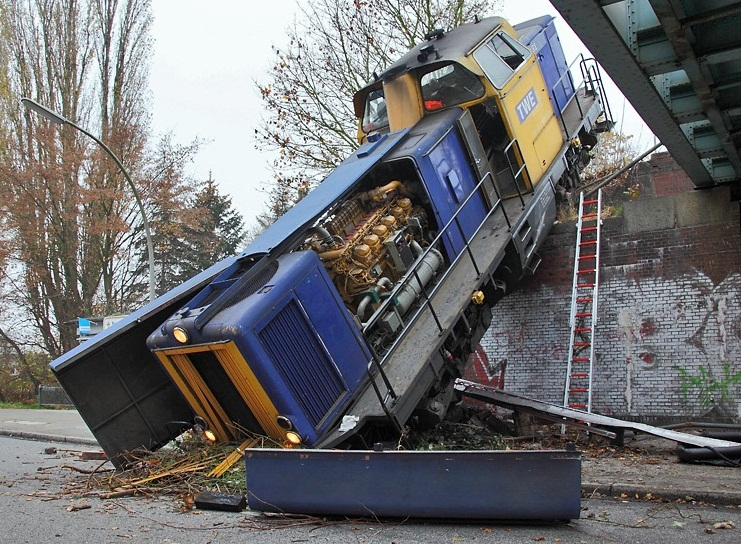
Am 10. November 2011 entgleiste die TWE-Diesellok V 131 in Hamburg-Billwerder und stürzte von einem Brückenkopf auf eine Straße.

Mediale Aufmerksamkeit erlangte die TWE-Diesellok V 131, als sie am 10. November 2011 in Hamburg-Billwerder entgleiste, nachdem sie einen Prellbock gerammt hatte und einen sieben Meter hohen Brückenkopf hinunter auf den Mittleren Landweg stürzte. Personenschäden waren nicht zu beklagen; der Lokführer und ein Auszubildender konnten sich rechtzeitig mit einem Sprung aus dem Führerhaus retten. Neben der Lok wurde auch die Straße schwer beschädigt. Die aufwendige Bergung der 62 Tonnen schweren Lok konnte erst nach zwei Tagen abgeschlossen werden. Nach 30-monatiger Aufarbeitungszeit ist die intern als „das gefallene Mädchen“ bezeichnete Lokomotive im Juli 2015 in Lengerich wieder in Betrieb gesetzt worden.

### Erhaltene historische Fahrzeuge der ehemaligen Teutoburger Wald-Eisenbahn-Aktiengesellschaft

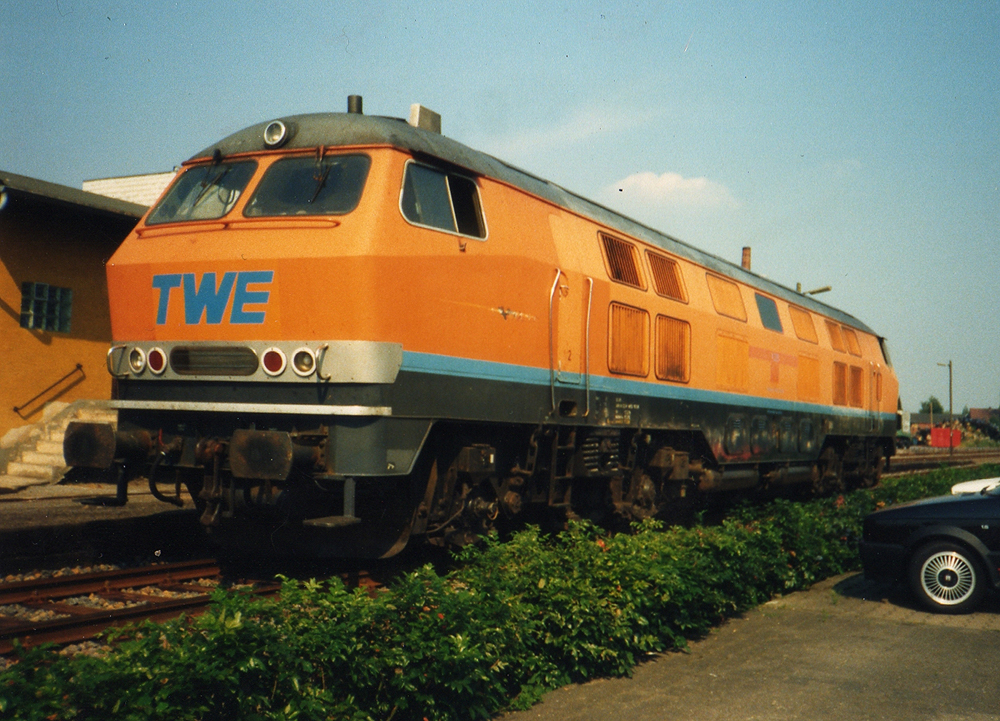
Mit Lok V 320 (Henschel DH 4000) besaß die TWE von 1989 bis 1992 die größte Diesellokomotive Deutschlands.

Besonders unter der DEG-Betriebsführung fanden zahlreiche gebrauchte Lokomotiven, Triebwagen und Waggons anderer Privatbahnen, aber auch ausgemusterte Splittergattungen aus Staatsbahnbeständen, wie z. B. mehrere preußische T 13-Dampfloks mit Lentz-Ventilsteuerung und Tenderlokomotiven der Baureihe 75.6 eine Verwendung bei der TWE. Im Rahmen von Werkstattaufenthalten waren auch Fahrzeuge anderer DEG-Bahnen auf der TWE anzutreffen. Noch vorhanden ist der ehemalige Reichsbahn-Triebwagen VT 03 für den Teuto-Express-Musemsbahnverkehr auf der TWE-Strecke.
Dreizehn verschiedene Triebwagen waren auf der TWE eingesetzt, davon ein fabrikneu und fünf gebraucht beschaffte Esslinger Triebwagen. Die schrittweise Einstellung des Personenverkehrs und Anschaffung neuer Diesellokomotiven für den Güterverkehr ging mit der Verschrottung vieler Fahrzeuge einher.
Beachtung fand 1989 die Übernahme der beiden ehemaligen Bundesbahn-Lokomotiven V 320 001 (größte deutsche Diesellok) und V 160 004 (eine der neun „Lollo“-Vorserienloks) von der Hersfelder Kreisbahn.
Von den ehemaligen, inzwischen historischen TWE-Triebfahrzeugen blieben die zwei ELNA-Dampflokomotiven Nr. 152 und 154 (1'C h2t ELNA 5) bei der niederländischen Museum Buurtspoorweg bzw. beim Chemin de fer à vapeur des 3 vallées in Belgien und die MaK 600 D-Diesellok V 65 bei der Brohltalbahn betriebsfähig erhalten. Drei weitere MaK-Stangenlokomotiven gelangten nach Italien. Die Esslinger Triebwagen VT 61 und VT 62 sind für den Museums- und Tourismusbahnverkehr bei der Sauschwänzlebahn und Rübelandbahn stationiert, der zu einem Beiwagen rückgebaute ehemalige VT 65 befindet sich inzwischen bei den Butzbach-Licher-Eisenbahnfreunden.
Die letzte TWE-Dampflok Nr. 223 (1'C1' h2t) kann als Ausstellungsstück im Lokschuppen des Verein Verkehrsamateure und Museumsbahn (VVM) in Aumühle bei Hamburg besichtigt werden.
| Betriebs-Nr. | Baujahr | Hersteller Fabriknr. | Baureihe             | UIC-Kennzeichnung (NVR-Nr.) | Standort                  | aktueller Eigentümer aktuelle Betriebs-Nr.                                                         | betriebs- fähig |
| ------------ | ------- | -------------------- | -------------------- | --------------------------- | ------------------------- | -------------------------------------------------------------------------------------------------- | --------------- |
| 152          | 1927    | Henschel 20818       | ELNA 5               |                             | Haaksbergen (Niederlande) | seit 1972: Museum Buurtspoorweg (MBS) 5                                                            | Ja              |
| 154          | 1940    | Henschel 24917       | ELNA 5               |                             | Mariembourg (Belgien)     | seit 1983: Chemin de fer à vapeur des 3 vallées (CFV3V) 158 KKB                                    | Ja              |
| 223          | 1928    | Henschel 21341       | ELE Nr. 11 bis 14    |                             | Aumühle                   | seit 1973: Verein Verkehrsamateure und Museumsbahn (VVM) 75 634                                    | Nein            |
| V 65         | 1957    | MaK 600139           | MaK 600 D            | 98 80 3265 202-2 D-BEG      | Brohl-Lützing             | seit 2008: Brohltal-Eisenbahn-Gesellschaft (BEG) V 65 „Inge“                                       | Ja              |
| V 81         | 1958    | MaK 800092           | MaK 800 D            |                             | Macomer (Italien)         | nach 1985: Vecchia Cooperativa Braccianti S.r.l. (VCB), Fano T 5110                                | ?               |
| V 121        | 1959    | MaK 1000018          | MaK 1200 D           |                             | Bologna (Italien)         | seit 1998: Cooperativa Lavori Ferroviari (CLF) 9                                                   | ?               |
| V 123        | 1962    | MaK 1000152          | MaK 1200 D           |                             | Lecce (Italien)           | seit 1981: Fersalento S.r.l. T 6533                                                                | ?               |
| V 216        | 1960    | Krupp 4047           | ehem. DB V 160 004   |                             | Nogarole Rocca (Italien)  | seit 2014: IPE Locomotori S.r.l. K 054                                                             | Ja              |
| V 320        | 1962    | Henschel 30400       | ehem. DB V 320 001   | 92 80 1320 001-1 D-BLP      | Wittenberge               | seit 2020: Dauerleihgabe an Dampflokfreunde Salzwedel (Eigentümer: BLP Wiebe Logistik) 320 001-1   | Nein            |
| VT 03        | 1926    | Wegmann 35252        | DR 801 bis 804       | 95 80 0301 003-9 D-ETL      | Lengerich (Westfalen)     | seit 2009: Förderverein Eisenbahn-Tradition VT 03                                                  | Ja              |
| VT 61        | 1952    | Esslingen 23494      | Esslinger Triebwagen | 95 80 0301 030-2 D-HEMeV    | Hanau                     | seit 2022: Museumseisenbahn Hanau (davor: Historische Eisenbahn Mannheim) VT 61                    | Nein            |
| VT 62        | 1952    | Esslingen 23504      | Esslinger Triebwagen | 95 80 0301 042-7 D-VBV      | Braunschweig              | seit 2015: Verein Braunschweiger Verkehrsfreunde (davor: Halberstadt-Blankenburger Eisenbahn) T 62 | Ja              |
| VT 65        | 1953    | Esslingen 23606      | Esslinger Triebwagen | 95 80 0303 021-9 D-EBN      | Butzbach                  | seit 2012: Butzbach-Licher-Eisenbahnfreunde (Eigentümer: Eisenbahnbedarf Bad Nauheim) VB 65        | Nein            |

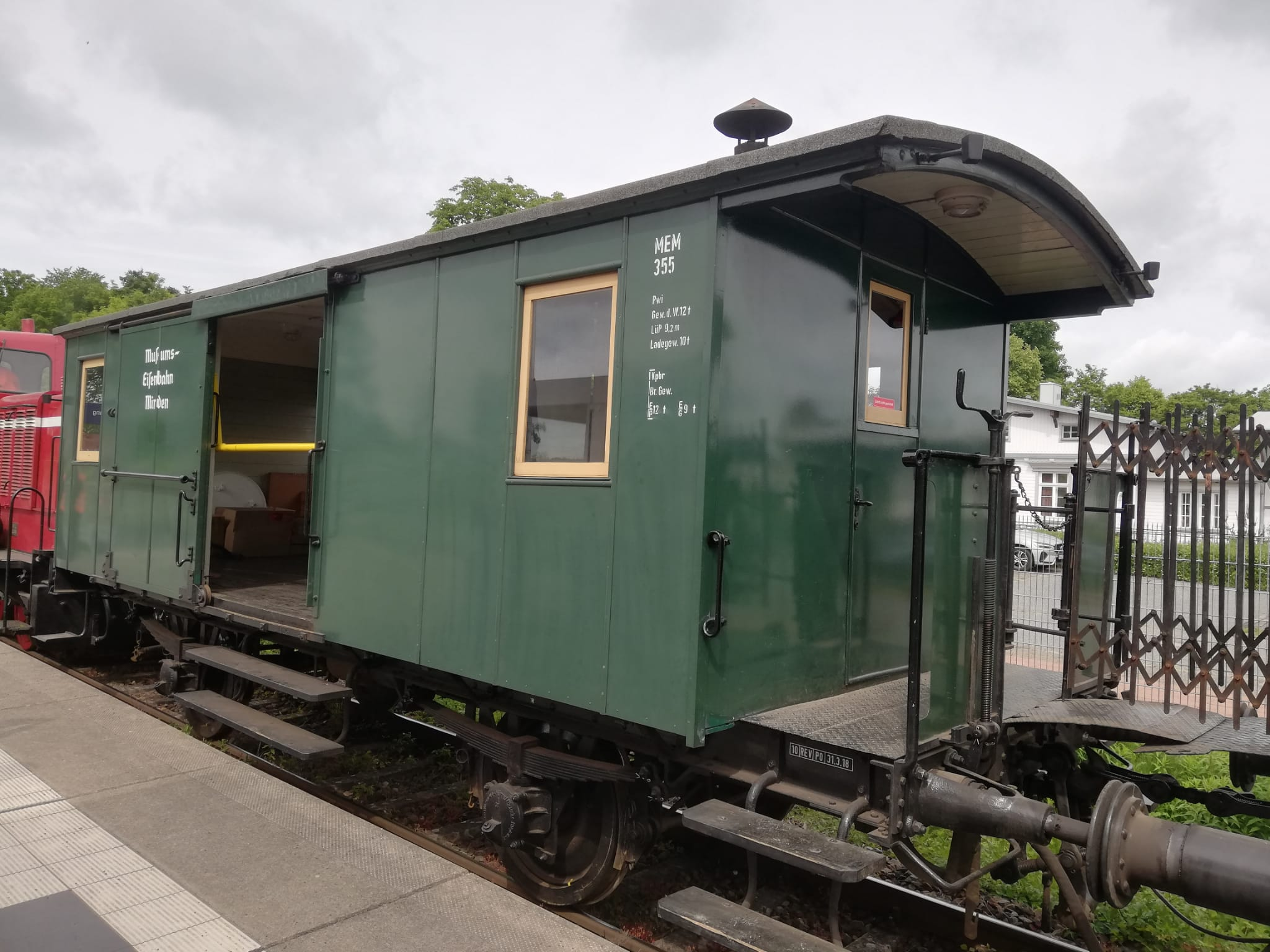
Ehem. Pwi 55 der TWE, Baujahr 1902

Das älteste betriebsfähig erhalten gebliebene Original-TWE-Fahrzeug dürfte der 1902 von der Waggonfabrik Uerdingen an die Teutoburger Wald-Eisenbahn ausgelieferte zweiachsige Gepäckwagen Pwi 55 sein, der 1982 zur Museums-Eisenbahn Minden (MEM) gelangte und vom Standort Preußisch Oldendorf als Wagen 355 auf der ehemaligen Wittlager Kreisbahn-Strecke eingesetzt wird.
Nachdem der VB 127 (vormals Ci 21) im Bw Lengerich-Hohne einer Brandstiftung zum Opfer gefallen war, fanden die letzten verbliebenen drei typengleichen von der Waggonfabrik Steinfurt im Jahre 1925 gebauten TWE-Reisezugwagen VB 126 (vormals BCi 2), BCi 3 und Ci 22 im Jahre 1993 eine neue dauerhafte Heimat bei der Museumsbahn Jan Harpstedt. Nach umfangreichen Restaurierungsarbeiten sind sie wieder, nun in ihrer ursprünglichen flaschengrünen Lackierung, auf der Delmenhorst-Harpstedter Eisenbahn im regelmäßigen Einsatz.
Der Reisezugwagen Ci 15 (mit Wechselabteil), der 1901 von Beuchelt & Co. für die Braunschweig - Schöninger Eisenbahn (BSE) gebaut und 1950 an die TWE abgegeben worden war, gelangte 1960 zur Kiel-Schönberger Eisenbahn (KSchE), wo er bis heute noch Ostseeurlaubern bei Sonderzugfahrten am Schönberger Strand zur Verfügung steht.

Erhaltene historische Fahrzeuge der TWE
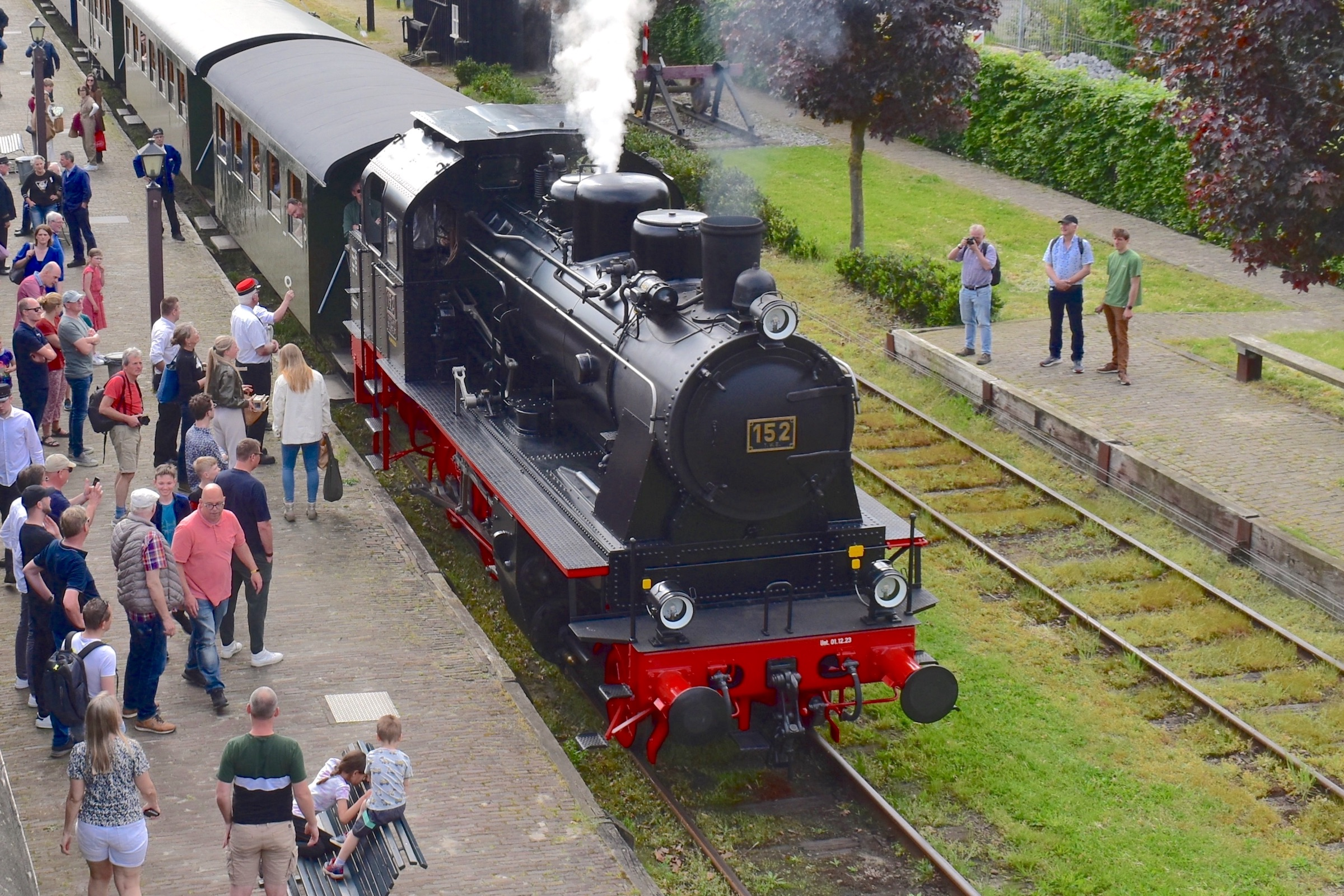
Die ehem. TWE-Lok 152 ist eine der ab 1927 angeschafften ELNA-Neubauloks und verkehrt nach einer mehrjähriger Restaurierung auf einer niederländischen Museumsbahn.
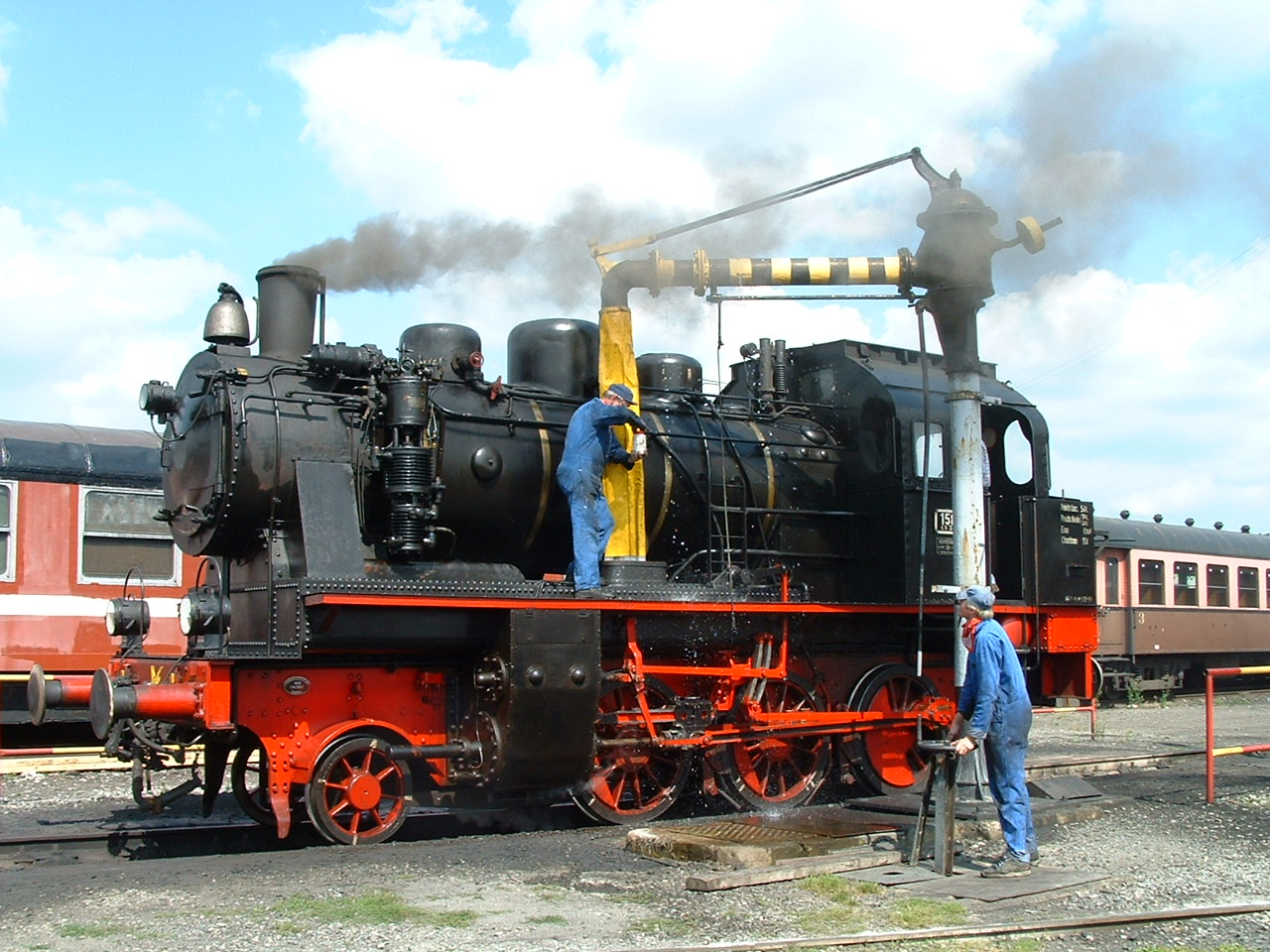
Mit der ehem. TWE-Lok 154 blieb eine weitere ELNA 5-Lok betriebsfähig erhalten. Sie wurde 1940 gebaut und verkehrt auf einer Museumsbahn in Belgien.
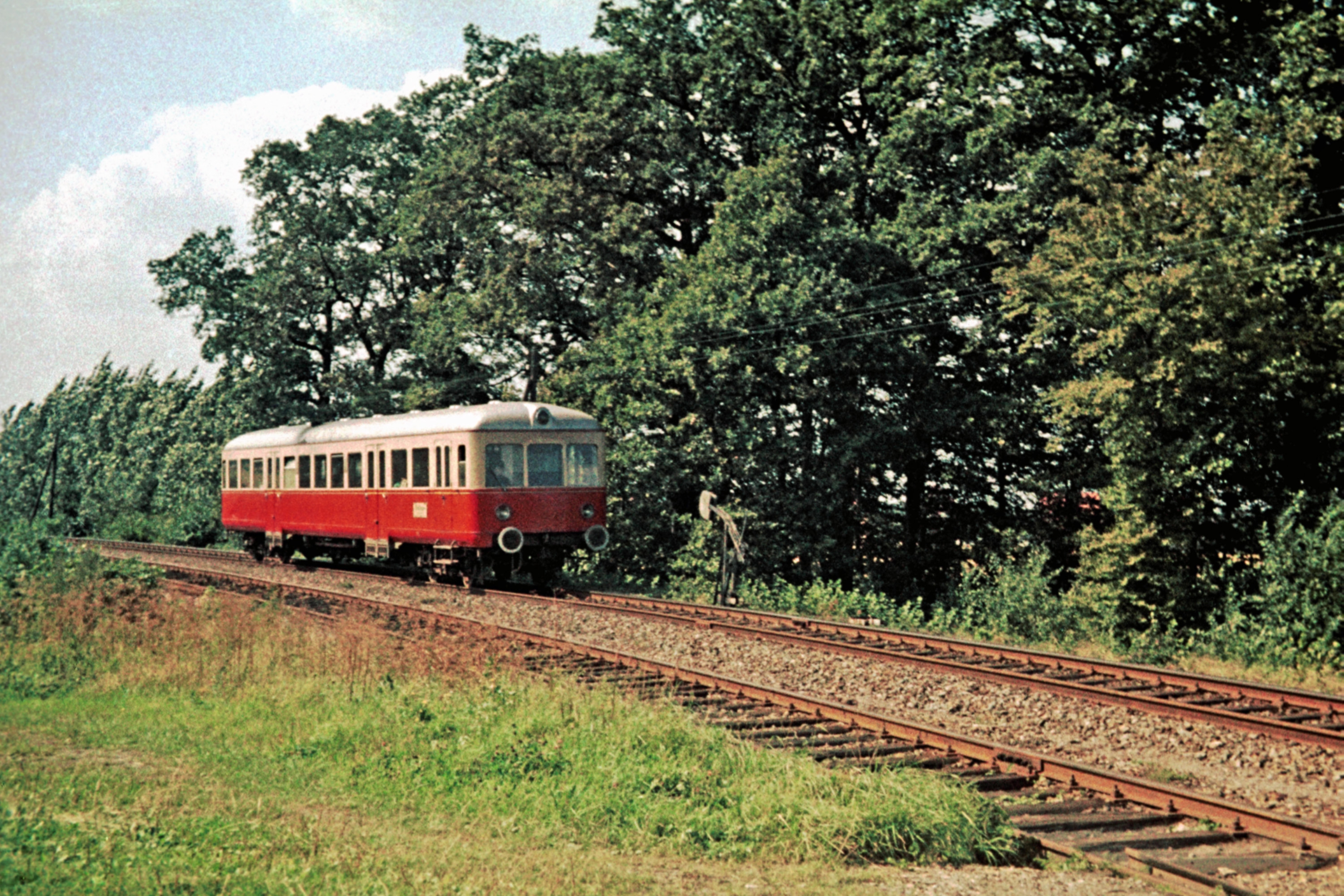
VT 61 kam von der RStE zur TWE und war einer von sechs Esslinger Triebwagen, die den Personenverkehr der Nachkriegszeit prägten.
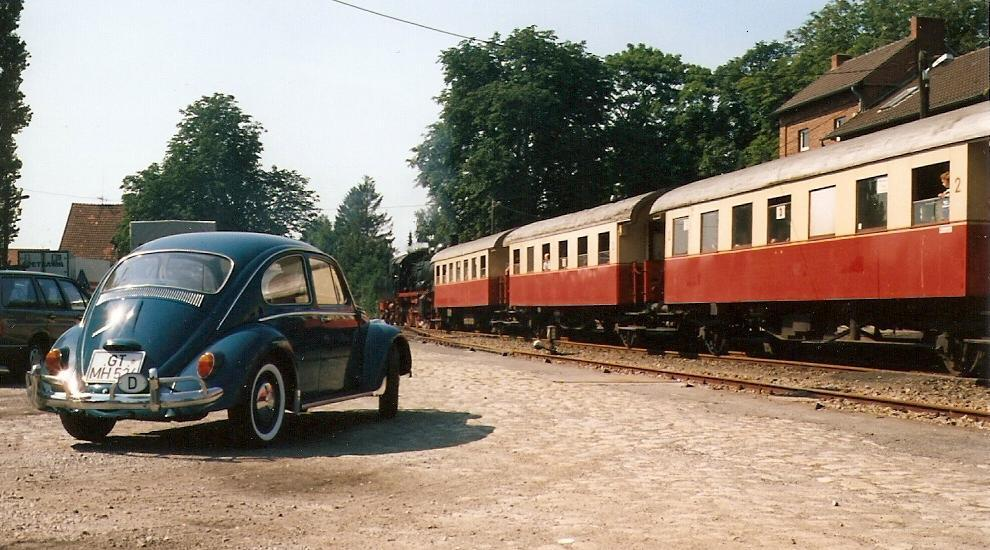
Historischer Personenzug mit den letzten beige-roten TWE-Plattformwagen (Waggonfabrik Steinfurt, Baujahr 1925) im Bahnhof Bad Iburg
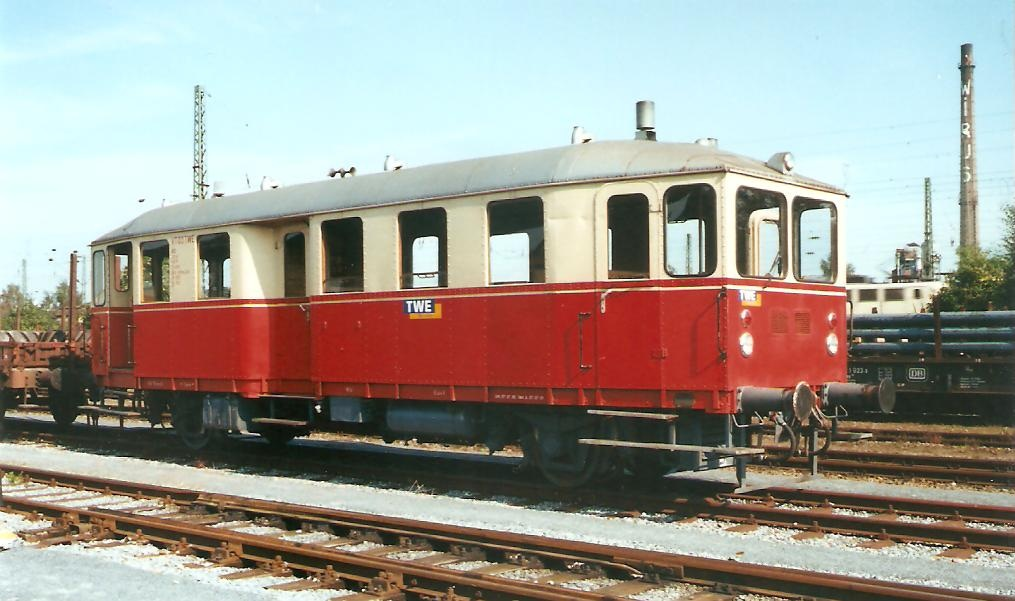
Der 1926 von Wegmann gebaute VT 03 gelangte 1981 zur TWE und gilt als ältester betriebsfähiger Dieseltriebwagen Deutschlands.

## Trivia

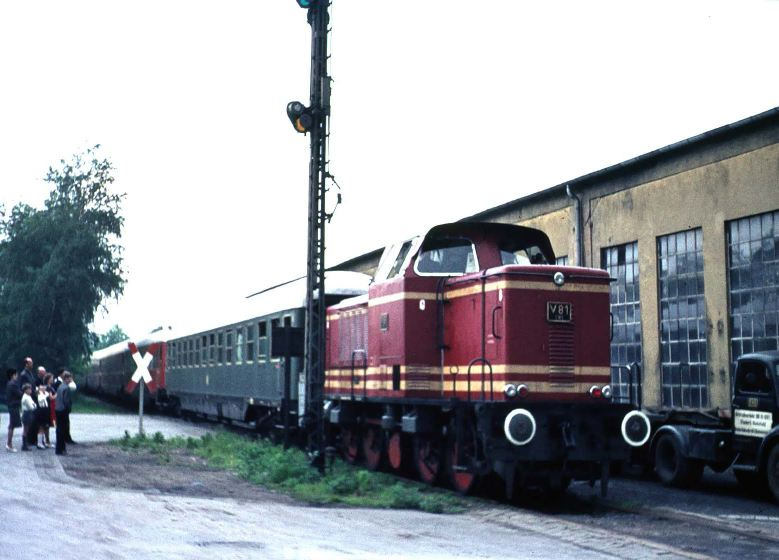
Geführt von TWE-Lok V 81 verlässt der zur Übernachtung für Queen Elizabeth II bei der RAF in Gütersloh bereitgestellte Sonderzug am Morgen des 27. Mai 1965 die TWE-Strecke.

### Königliche Passagiere
Die englische Königin Elisabeth II. war der prominenteste Fahrgast, der jemals die Teutoburger Wald-Eisenbahn benutzt hat: Nachdem sie im Rahmen ihres zehntägigen Staatsbesuchs tagsüber die britischen Garnisonsstandorte in Soest, Gütersloh, Sennelager und Bad Lippspringe besucht hatte, traf Queen Elizabeth II. am 27. Mai 1965 gegen 0 Uhr 25 im Sonderzug der Bundesregierung erneut in Gütersloh Hbf ein. Prinz Philip, Herzog von Edinburg beobachtete vom offenen Fenster eines Salonwagens, wie innerhalb von 8 Minuten die zwei schweren V 200.0-Dieselloks der Deutschen Bundesbahn gegen zwei TWE-Dieselloks (V 123 und V 81) an den beiden Zugenden ausgetauscht wurden. Dabei übersetzte der Prinzgemahl in gut verständlichem Deutsch den Rangiervorgang betreffende Fragen der hinter ihm stehenden Königin. Anschließend wechselte der aus 15 Wagen bestehende 380 Meter lange Sonderzug auf die Teutoburger Wald-Eisenbahn und beförderte die königlichen Passagiere zum britischen Militärflugplatz an der Marienfelder Straße, wo die Monarchin an ruhiger Stelle in Höhe des Offizierskasinos auf dem Gelände der Royal Air Force im Salonschlafwagen übernachtete.

### Volkstümliche Verbundenheit
Für die Verwurzelung in der Region sprechen die noch heute bei Einheimischen geläufigen Begriffe „Texas-Wackel-Express“ und „täglich weniger Einnahmen“, mit denen der Volksmund die betrieblichen und finanziellen Verhältnisse in über 110 Jahren TWE-Geschichte pointiert zu charakterisieren wusste. Auch die inoffizielle Bezeichnung „Zum Katholischen Bahnhof“ für die am 23. Dezember 2008 geschlossene TWE-Bahnhofsgaststätte spiegelt die einstige Bedeutung wider, die sich mit der TWE für die überwiegend römisch-katholische Landbevölkerung aus Harsewinkel, Marienfeld, Spexard, Verl und Kaunitz als Arbeitskräfte in den Fabriken der aufstrebenden und protestantisch geprägten Stadt Gütersloh ergab.